# Liste der Säugetiere Japans
Dies ist eine Liste der Säugetiere Japans. Es gibt 153 in Japan verzeichnete Säugetiere, darunter sind 3 vom Aussterben bedroht, 20 stark gefährdet, 10 gefährdet und 11 potenziell gefährdet (Stand Dezember 2020).

## Ordnung:Primaten(Primates)

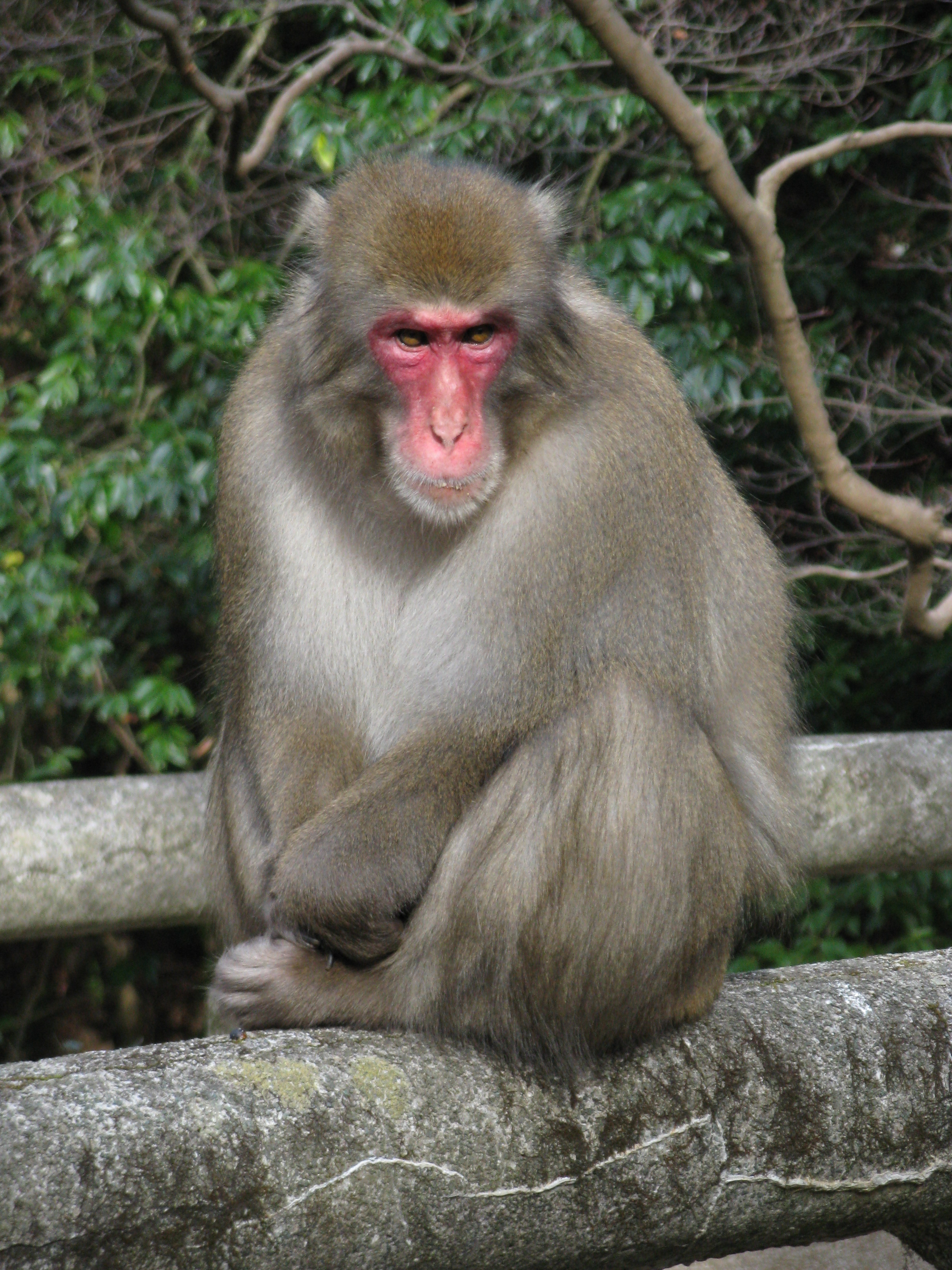
Japanmakak (Macaca fuscata)

Die Ordnung der Primaten beinhaltet Menschen und ihre nächsten Verwandten: Lemuren, Loriartige und Affen.
- Unterordnung: Trockennasenprimaten (Haplorhini)
  - Teilordnung: Affen (Anthropoidea)
    - ohne Rang: Altweltaffen (Catarrhini)
      - Überfamilie: Geschwänzte Altweltaffen (Cercopithecoidea)
        - Familie: Meerkatzenverwandte (Cercopithecidae)
          - Gattung: Makaken
            - Japanmakak (Macaca fuscata)

## Ordnung:Nagetiere(Rodentia)

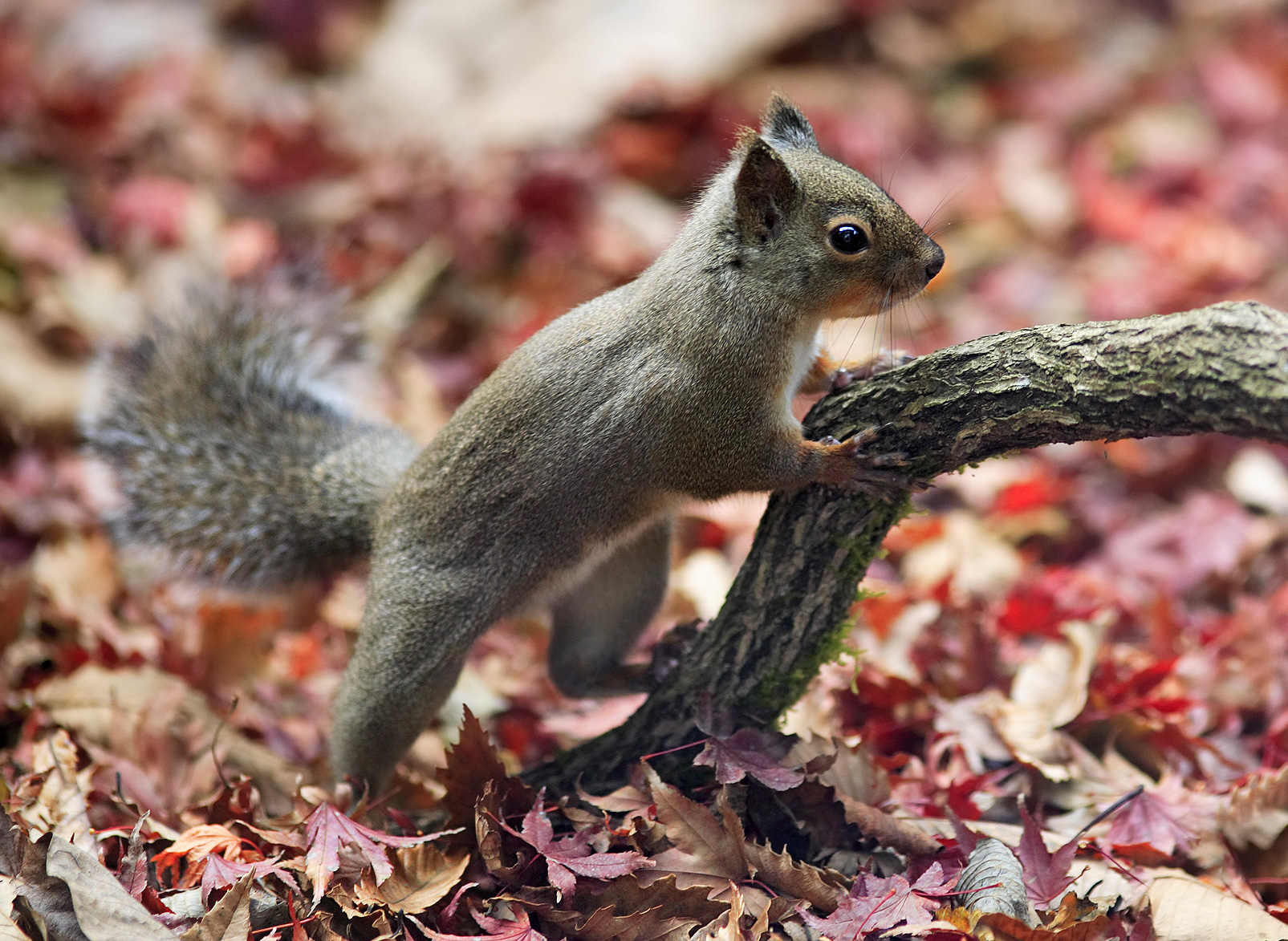
Japanisches Eichhörnchen

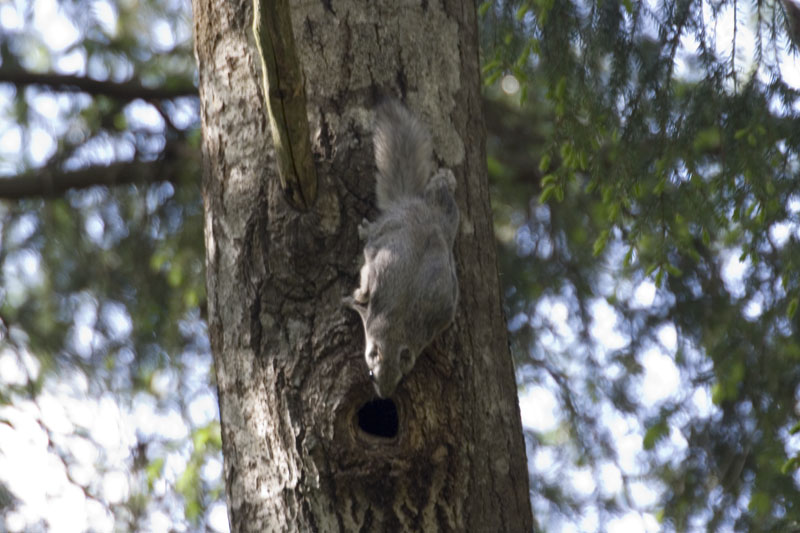
Europäisches Gleithörnchen

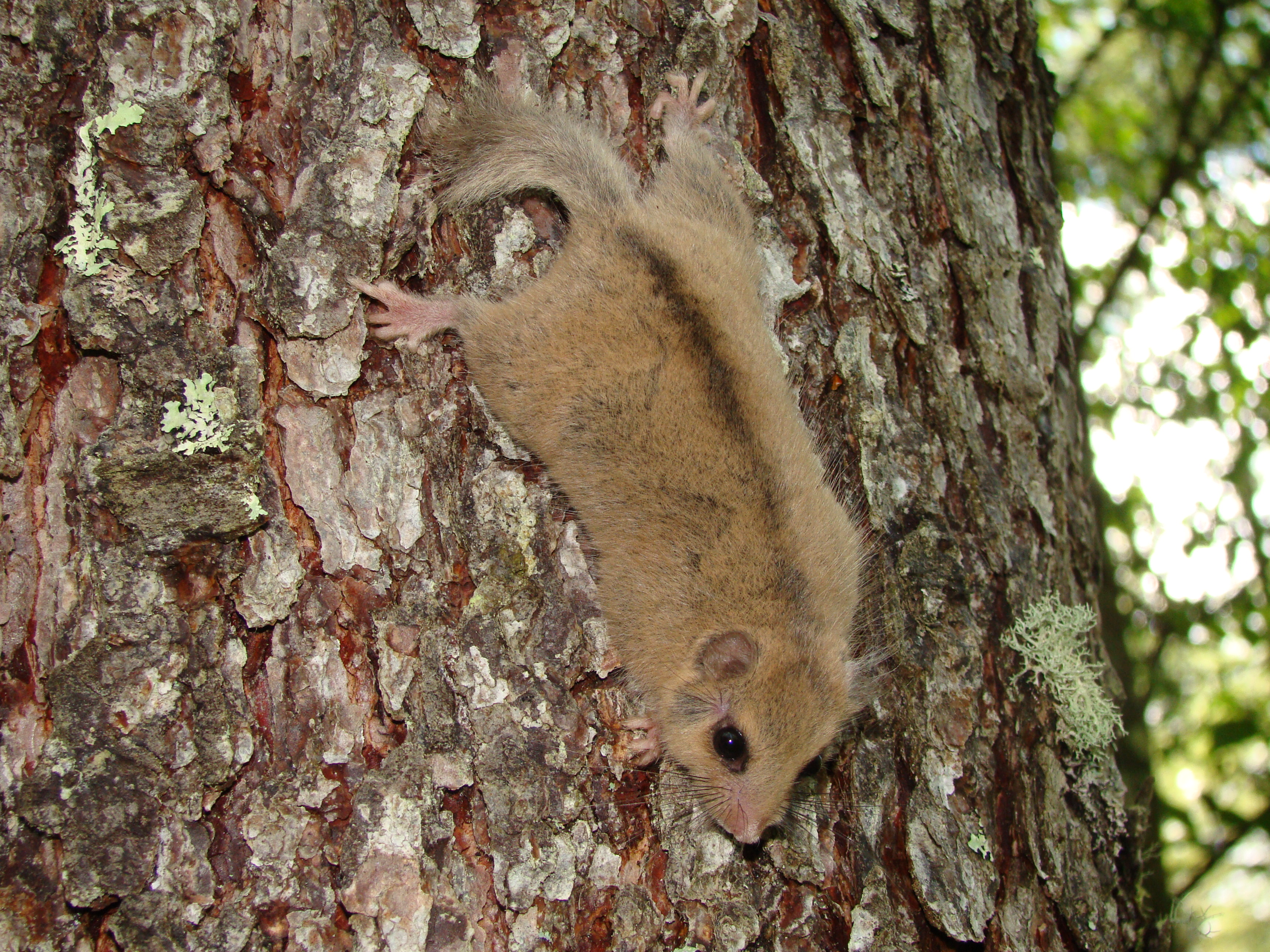
Japanischer Bilch

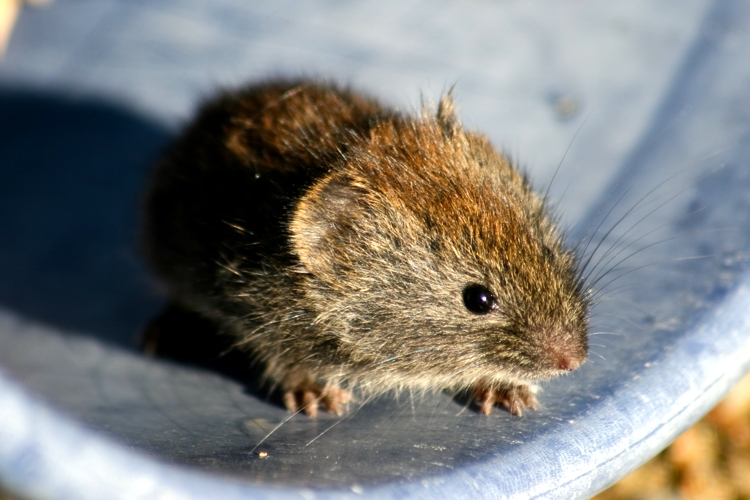
Graurötelmaus

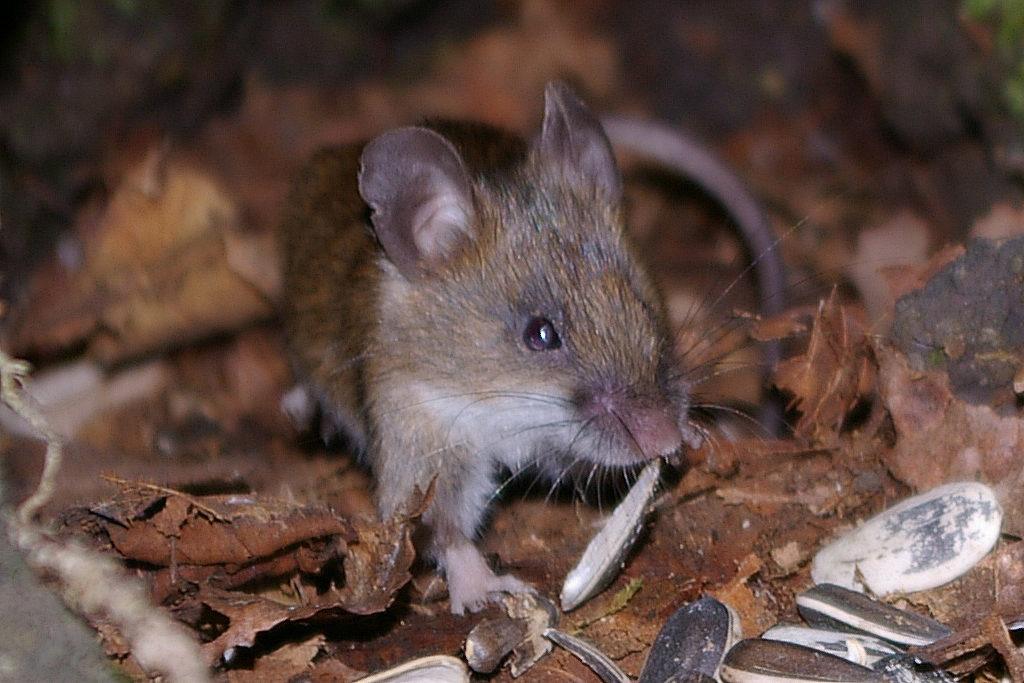
Kleine Japanische Waldmaus

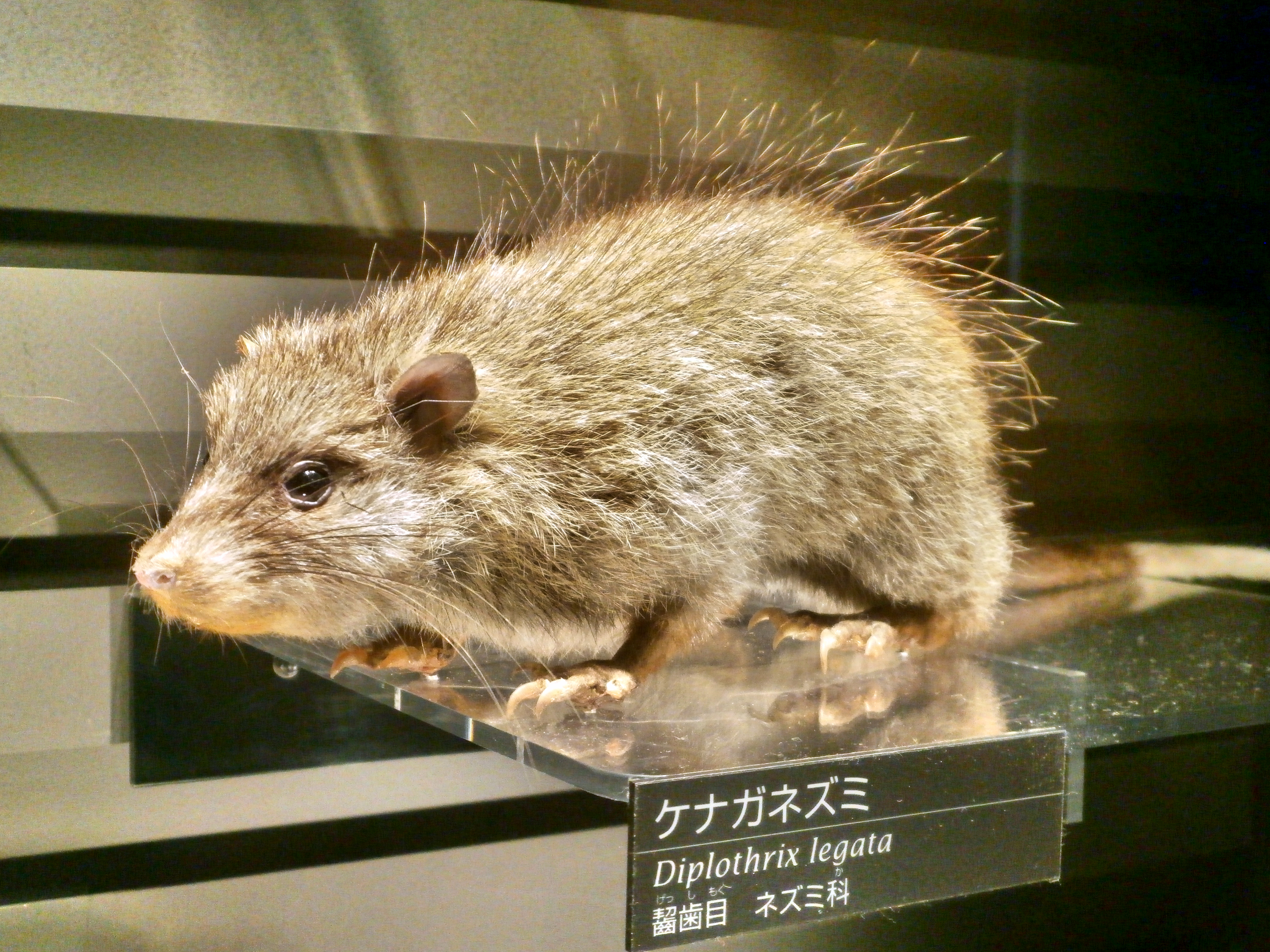
Ryukyu-Ratte

- Unterordnung: Hörnchenverwandte (Sciurognathi)
  - Familie: Hörnchen (Sciuridae)
    - Unterfamilie: Baum- und Gleithörnchen (Sciurinae)
      - Tribus: Baumhörnchen (Sciurini)
        - Gattung: Eichhörnchen (Sciurus)
          - Japanisches Eichhörnchen (Sciurus lis)
          - Eurasisches Eichhörnchen (Sciurus vulgaris)

      - Tribus: Gleithörnchen (Pteromyini)
        - Gattung: Riesengleithörnchen (Petaurista)
          - Japanisches Riesengleithörnchen (Petaurista leucogenys)

        - Gattung: Echte Gleithörnchen (Pteromys)
          - Japanisches Gleithörnchen (Pteromys momonga)
          - Europäisches Gleithörnchen (Pteromys volans)

    - Unterfamilie: Erdhörnchen (Xerinae)
      - Tribus: Echte Erdhörnchen (Marmotini)
        - Gattung: Streifenhörnchen (Tamias)
          - Burunduk (Tamias sibiricus)

  - Familie: Bilche (Gliridae)
    - Unterfamilie: Glirinae
      - Gattung: Glirulus
        - Japanischer Bilch (Glirulus japonicus)

  - Familie: Wühler (Cricetidae)
    - Unterfamilie: Wühlmäuse (Arvicolinae)
      - Gattung: Rötelmäuse (Clethrionomys)
        - Hokkaido-Rötelmaus (Clethrionomys rex)
        - Clethrionomys rufocanus
        - Polarrötelmaus (Clethrionomys rutilus)
        - Clethrionomys sikotanensis

      - Gattung: Feldmäuse (Microtus)
        - Japanische Wühlmaus (Microtus montebelli)

      - Gattung: Rötelmäuse (Myodes)
        - Anderson-Rötelmaus (Myodes andersoni)
        - Japanische Rötelmaus (Myodes smithii)

  - Familie: Langschwanzmäuse (Muridae)
    - Unterfamilie: Altweltmäuse (Murinae)
      - Gattung: Waldmäuse (Apodemus)
        - Kleine Japanische Waldmaus (Apodemus argenteus)
        - Koreanische Waldmaus (Apodemus peninsulae)
        - Große Japanische Waldmaus (Apodemus speciosus)

      - Gattung: Diplothrix
        - Ryukyu-Ratte (Diplothrix legata)

      - Gattung: Micromys
        - Zwergmaus (Micromys minutus)

      - Gattung: Mäuse (Mus)
        - Reisfeldmaus (Mus caroli)

      - Gattung: Ratten (Rattus)
        - Asiatische Hausratte (Rattus tanezumi)

      - Gattung: Ryukyu-Stachelratten (Tokudaia)
        - Tokudaia muenninki
        - Tokudaia osimensis
        - Tokudaia tokunoshimensis

## Ordnung:Hasenartige(Lagomorpha)

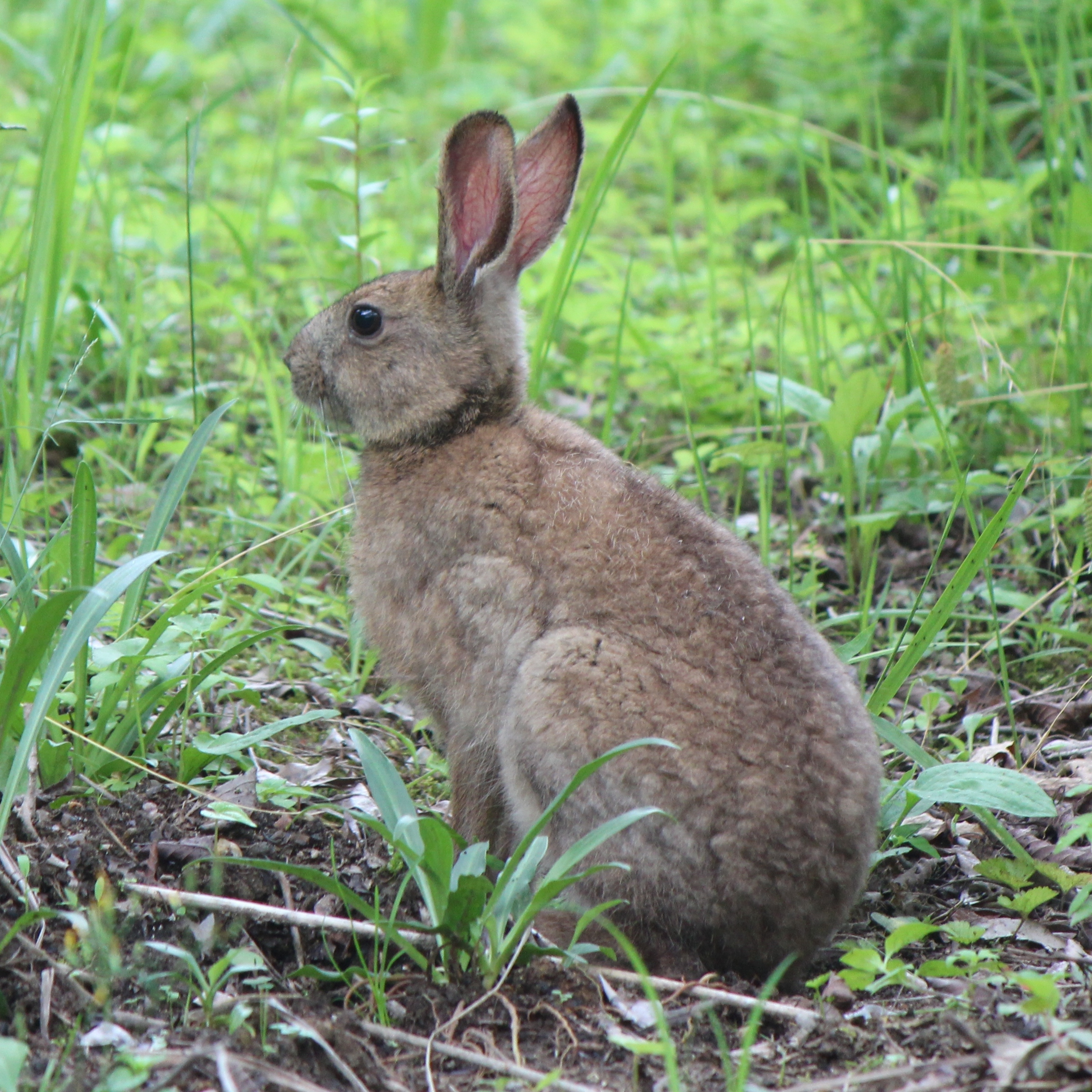
Japanischer Hase

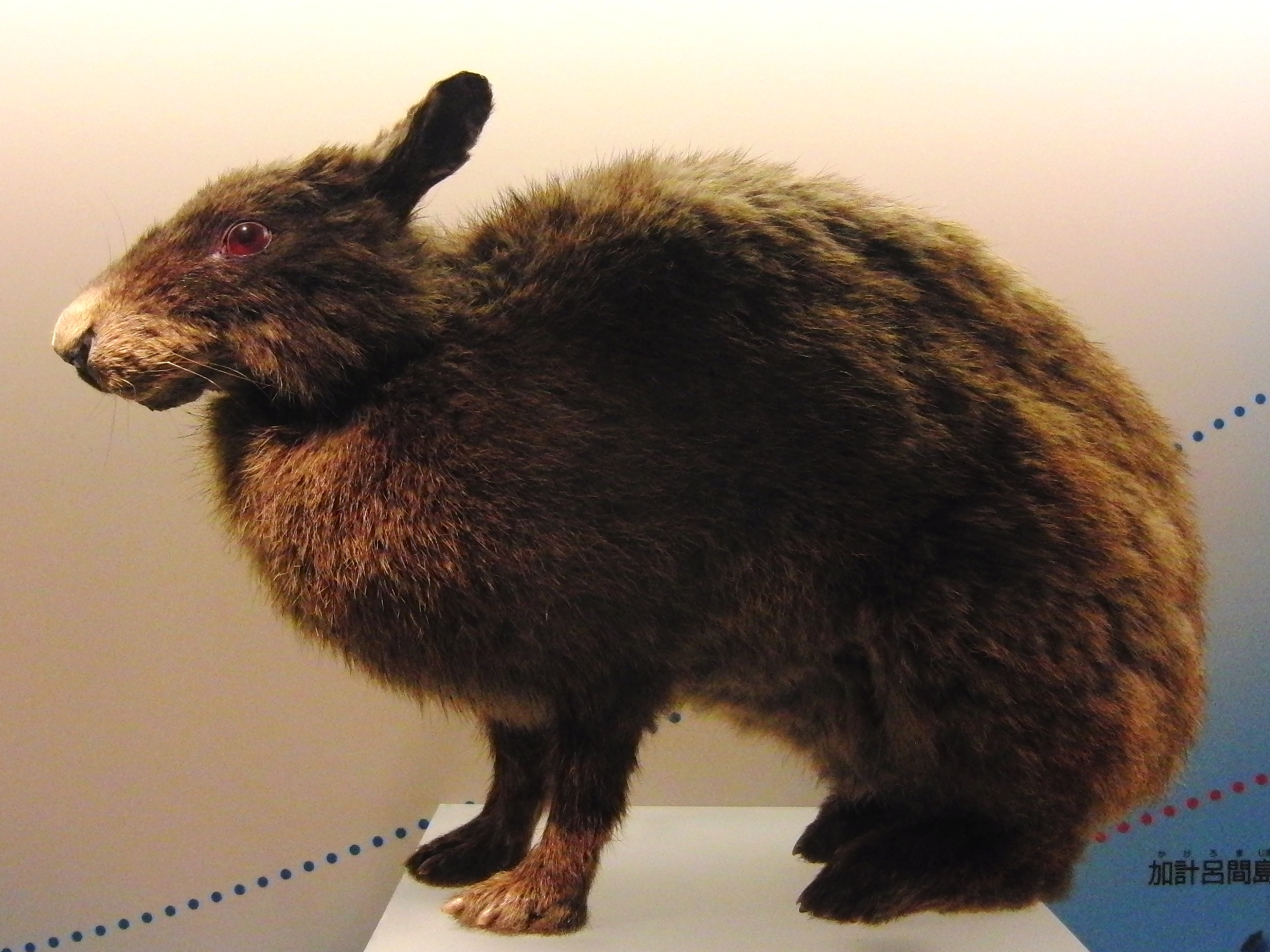
Ryukyu-Kaninchen

Die Hasenartigen umfassen zwei Familien, Leporidae (Hasen und Kaninchen) und Ochotonidae (Pikas). Obwohl sie Nagetieren ähneln können und bis zum Beginn des 20. Jahrhunderts in dieser Ordnung als taxonomische Überfamilie eingestuft wurden, wurden sie seitdem als separate Ordnung betrachtet. Sie unterscheiden sich von Nagetieren durch eine Reihe Eigenschaften, z. B. haben sie vier Schneidezähne im Oberkiefer anstelle von zwei.
- Familie: Hasen, Kaninchen (Leporidae)
  - Gattung: Echte Hasen (Lepus)
    - Japanischer Hase (Lepus brachyurus)
    - Schneehase (Lepus timidus)

  - Gattung: Pentalagus
    - Ryukyu-Kaninchen (Pentalagus furnessi)
- Familie: Pikas (Ochotonidae)
  - Gattung: Ochotona
    - Nördlicher Pfeifhase (Ochotona hyperborea)

## Ordnung:Paarhufer(Artiodactyla)
- Familie: Echte Schweine (Suidae)
  - Unterfamilie: Suinae
    - Gattung: Sus
      - Wildschwein (Sus scrofa)
        - Sus scrofa leucomystax
        - Sus scrofa riukiuanus
- Familie: Hirsche (Cervidae)
  - Unterfamilie: Cervinae
    - Gattung: Cervus
      - Sikahirsch (Cervus nippon)
- Familie: Hornträger (Bovidae)
  - Unterfamilie: Caprinae
    - Gattung: Capricornus

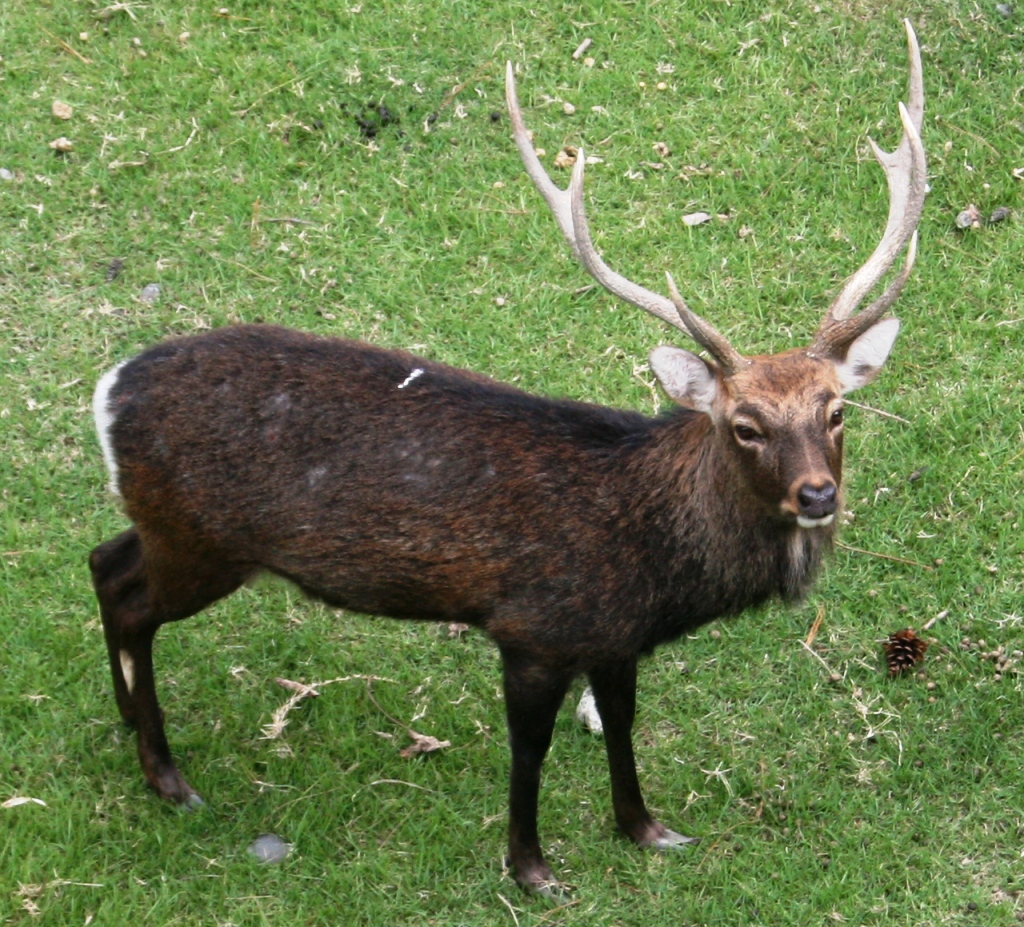
Sikahirsch

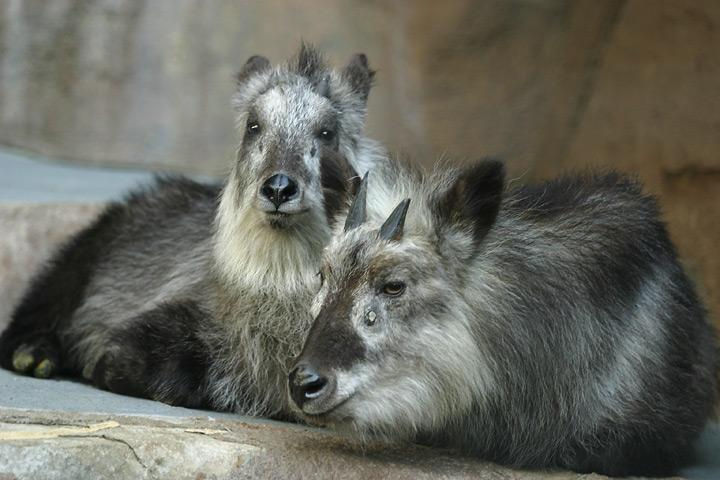
Japanischer Serau

      - Japanischer Serau (Capricornis crispus)

## Ordnung:Insektenfresser(Eulipotyphla)
- Familie: Soricidae (Spitzmäuse)
  - Unterfamilie: Crocidurinae

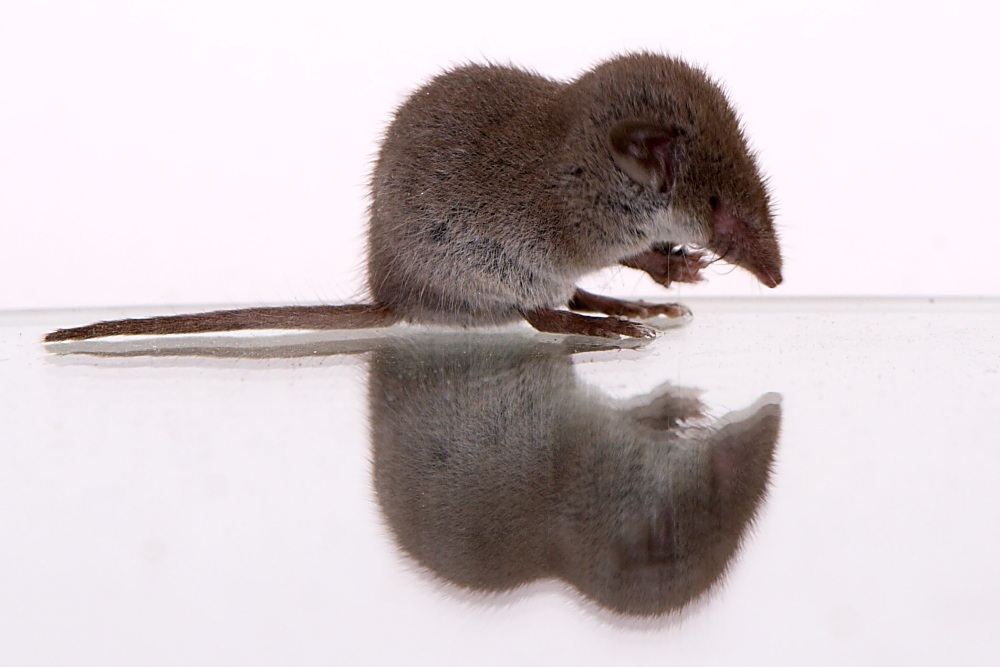
Gartenspitzmaus

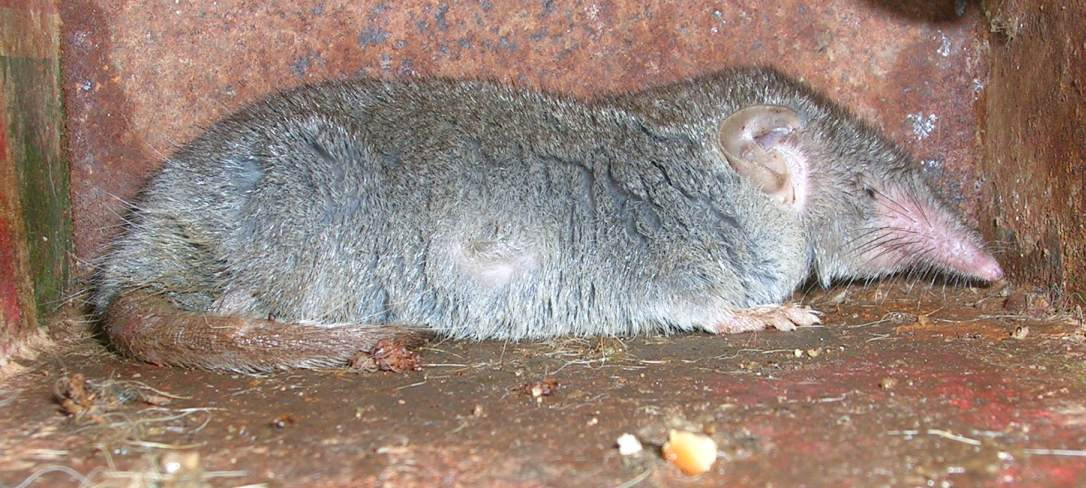
Moschusspitzmaus

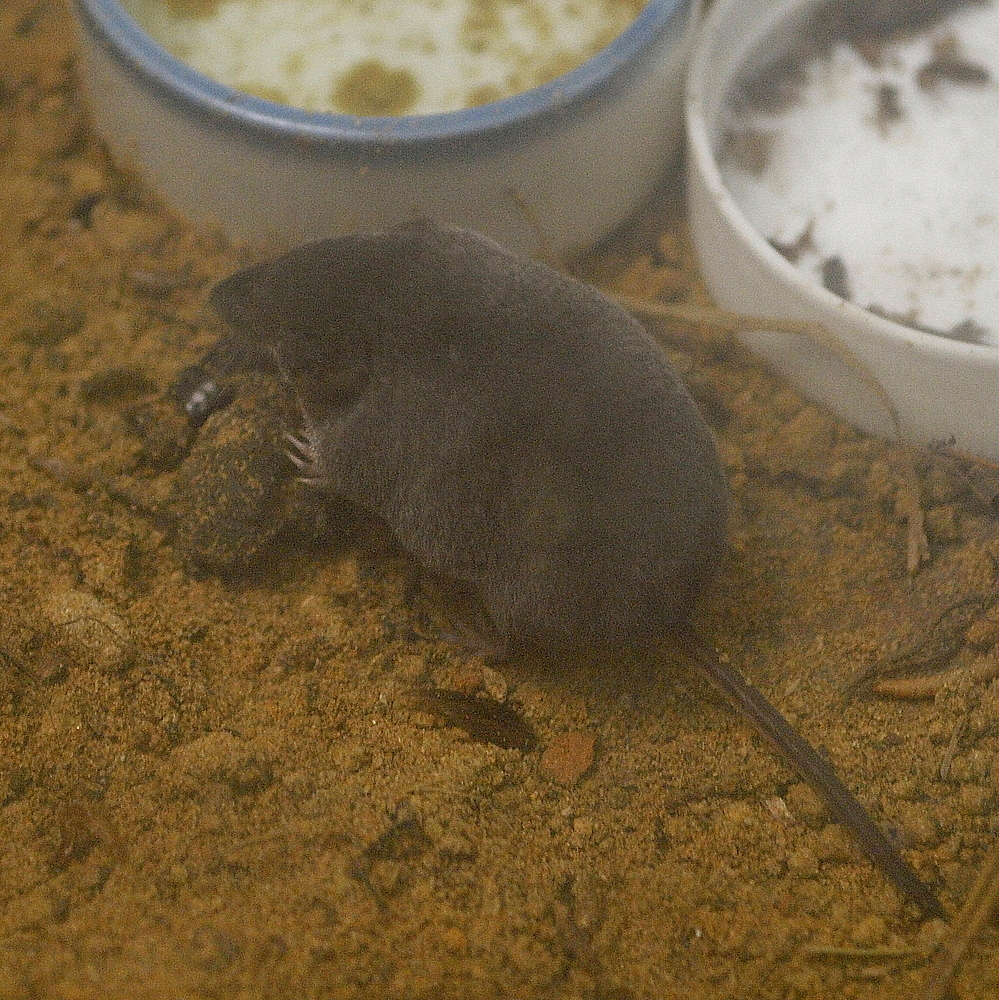
Amur-Langkrallen-Spitzmaus

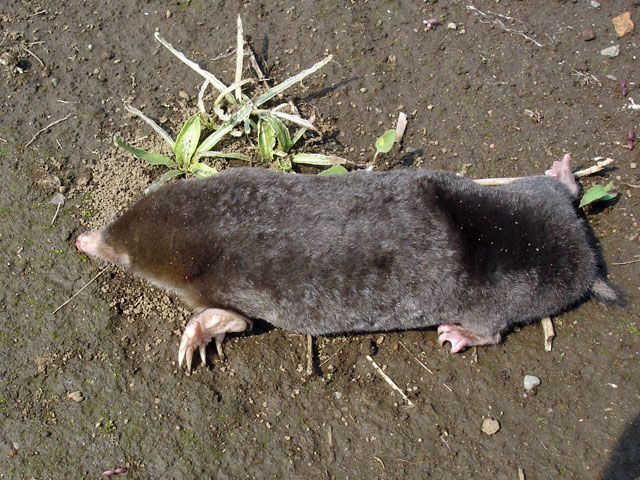
Kleiner Japanischer Maulwurf

    - Gattung: Crocidura (Weißzahnspitzmäuse)
      - Crocidura dsinezumi
      - Crocidura horsfieldii
      - Crocidura orii
      - Gartenspitzmaus, Crocidura suaveolens

    - Gattung: Suncus
      - Moschusspitzmaus, Suncus murinus

  - Unterfamilie: Soricinae
    - Tribus: Nectogalini
      - Gattung: Chimarrogale
        - Himalaya-Wasserspitzmaus, Chimarrogale himalayica
        - Chimarrogale platycephala

    - Tribus: Soricini
      - Gattung: Sorex
        - Schlanke Spitzmaus, Sorex gracillimus
        - Sorex hosonoi
        - Knirpsspitzmaus, Sorex minutissimus
        - Sorex sadonis
        - Sorex shinto
        - Amur-Langkrallen-Spitzmaus, Sorex unguiculatus
- Familie: Talpidae (Maulwürfe)
  - Unterfamilie: Talpinae (Altweltmaulwürfe)
    - Tribus: Talpini
      - Gattung: Oreoscaptor
        - Japanischer Bergmaulwurf, O. mizura

      - Gattung: Mogera (Ostasiatische Maulwürfe)
        - Echigo-Maulwurf, M. etigo
        - Japanischer Maulwurf, M. wogura (syn. M. kobeae)
        - Kleiner Japanischer Maulwurf, M. imaizumii (syn. M. minor)
        - Sado-Maulwurf, M. tokudae
        - Ryukyu-Maulwurf, M. uchidai

    - Tribus: Urotrichini
      - Gattung: Urotrichus
        - True-Spitzmull, Urotrichus pilirostris
        - Japanischer Spitzmull, Urotrichus talpoides

## Ordnung:Fledertiere(Chiroptera)
- Familie: Pteropodidae (Flughunde)
  - Unterfamilie: Pteropodinae
    - Gattung: Pteropus

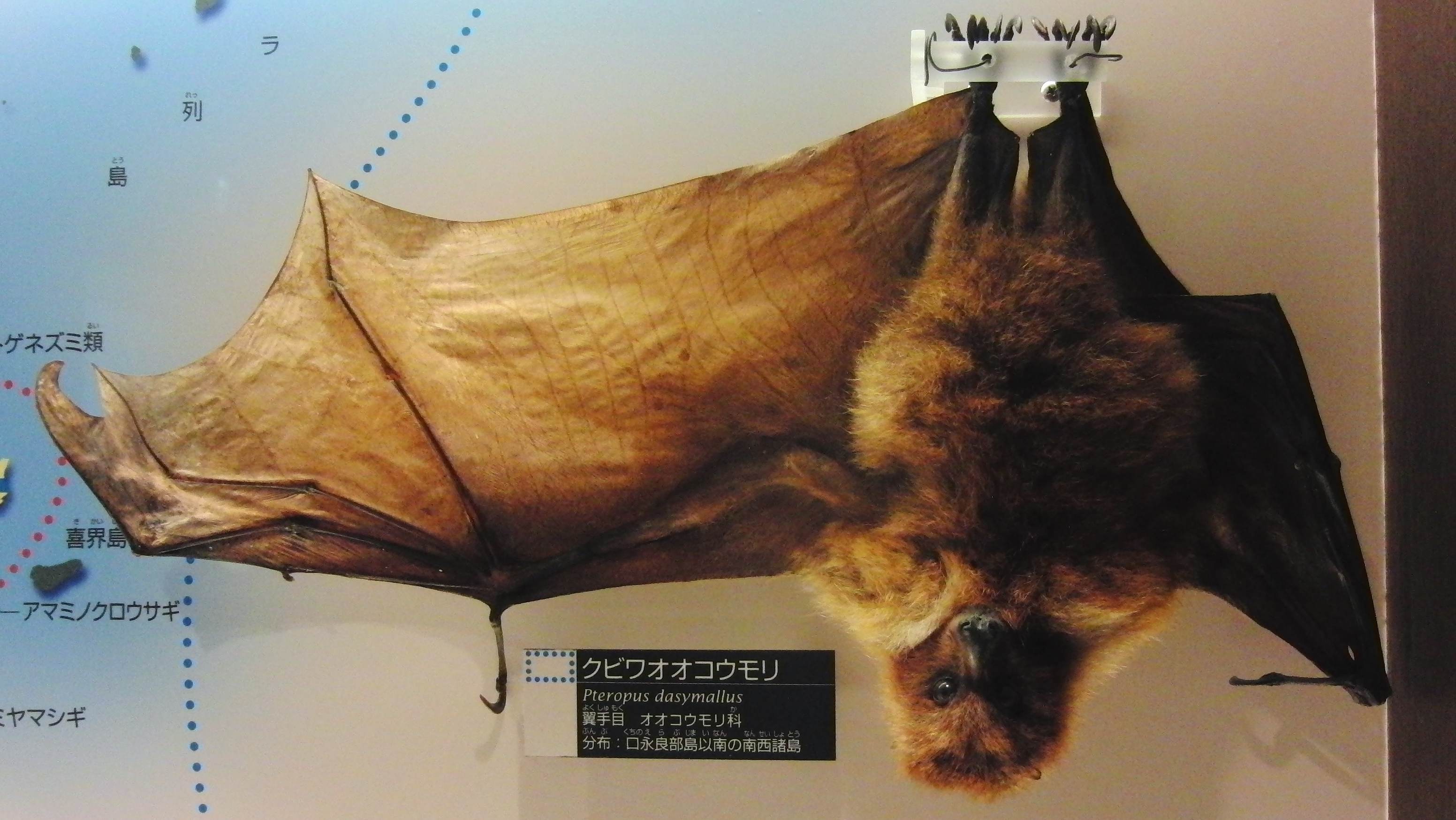
Ryukyu-Flughund

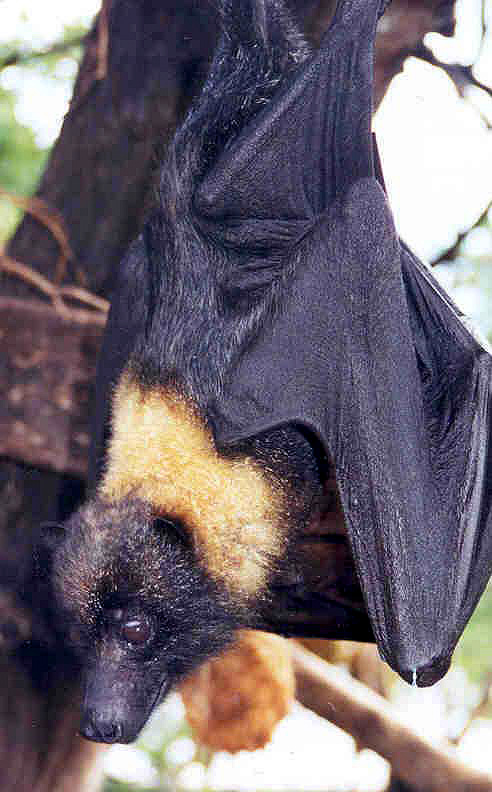
Pteropus mariannus

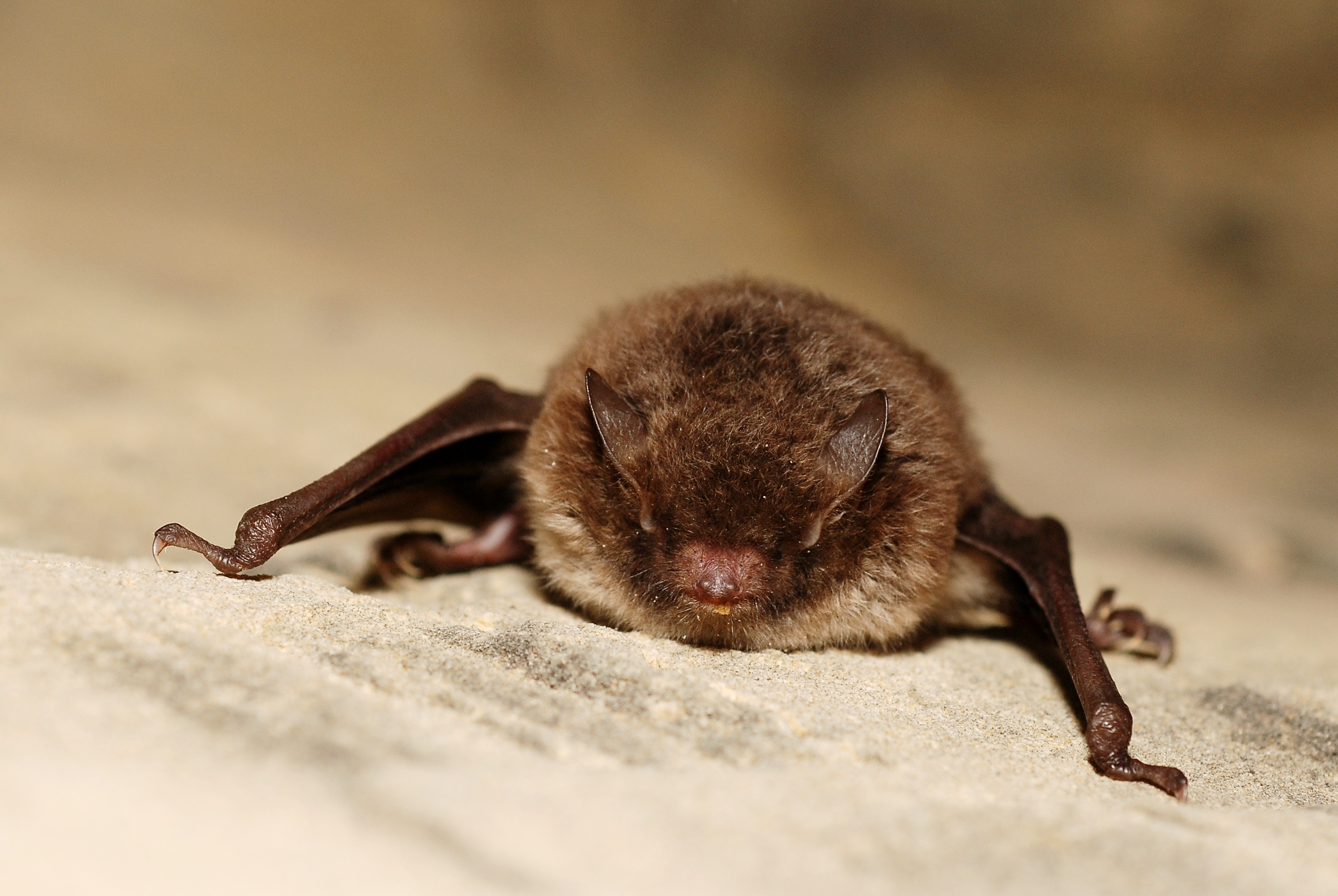
Wasserfledermaus

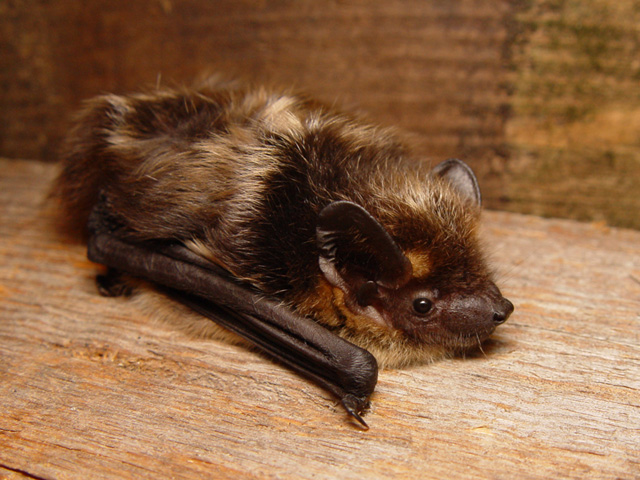
Nordfledermaus

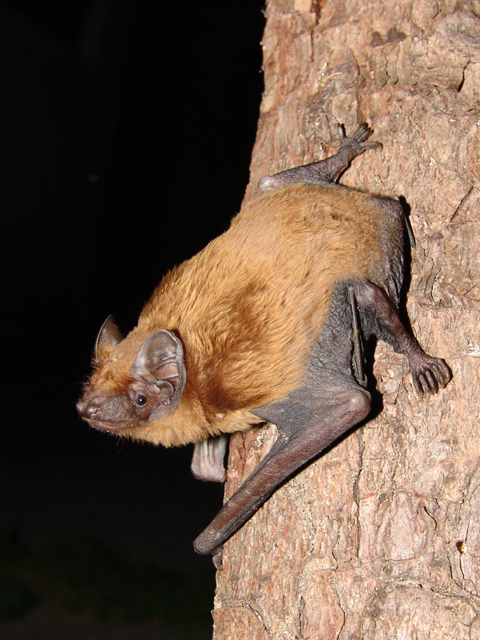
Großer Abendsegler

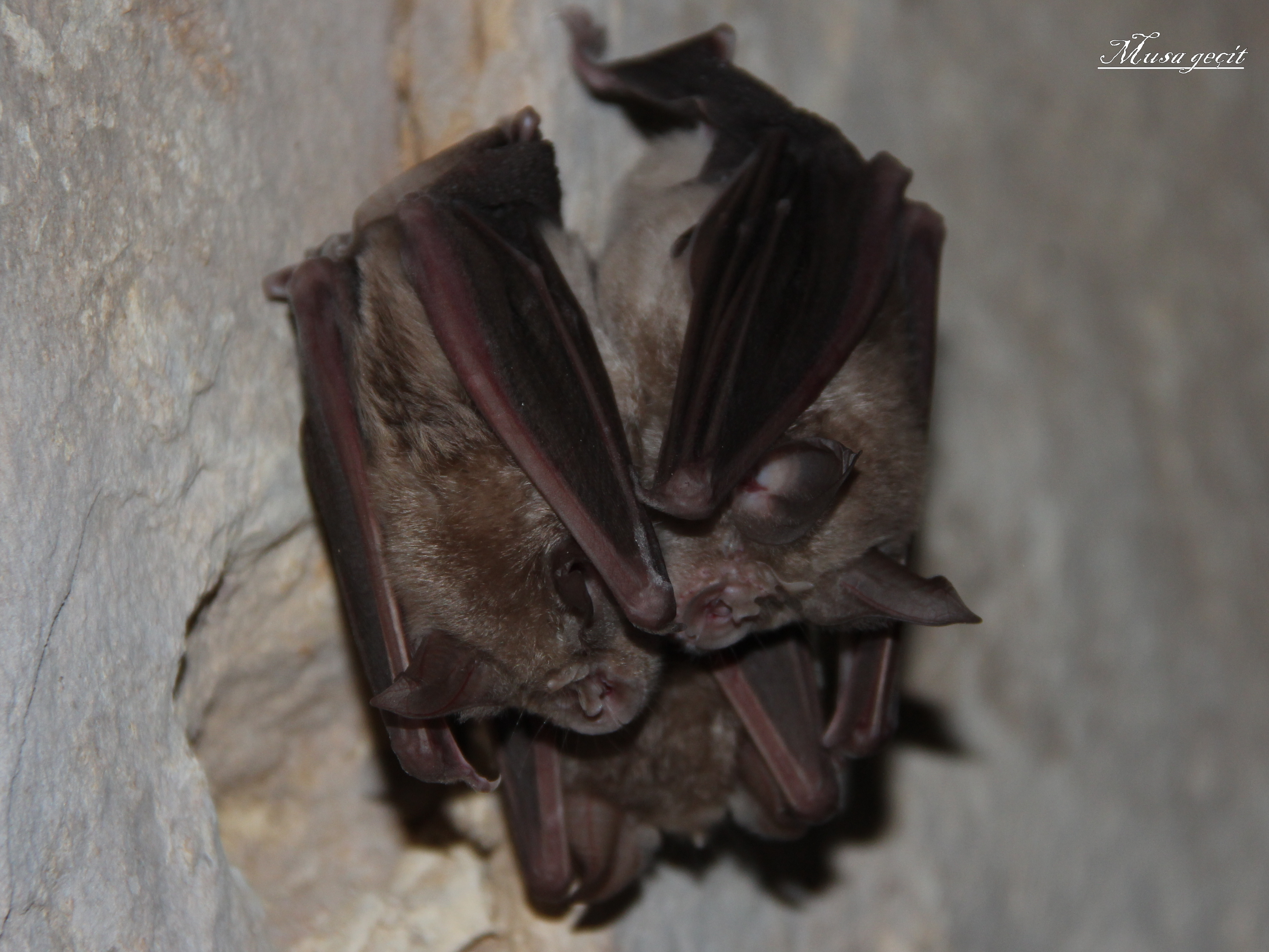
Große Hufeisennase

      - Ryukyu-Flughund (Pteropus dasymallus)
      - Pteropus loochoensis
      - Marianen-Flughund (Pteropus mariannus)
      - Bonin-Flughund (Pteropus pselaphon)
- Familie: Vespertilionidae
  - Unterfamilie: Myotinae
    - Gattung: Myotis
      - Östliche Fransenfledermaus (Myotis bombinus)
      - Wasserfledermaus (Myotis daubentonii)
      - Hodgson-Fledermaus (Myotis formosus)
      - Langschwänziges Mausohr (Myotis frater)
      - Myotis hosonoi
      - Kurzohrfledermaus (Myotis ikonnikovi)
      - Ostasiatische Wasserfledermaus (Myotis macrodactylus)
      - Kleine Bartfledermaus (Myotis mystacinus)
      - Fransenfledermaus (Myotis nattereri)
      - Myotis ozensis
      - Honshu-Bartfledermaus (Myotis pruinosus)
      - Yanbaru-Mausohr (Myotis yanbarensis)
      - Myotis yesoensis

  - Unterfamilie: Vespertilioninae
    - Gattung: Eptesicus
      - Japanische Breitflügelfledermaus (Eptesicus japonensis)
      - Nordfledermaus (Eptesicus nilssoni)

    - Gattung: Hypsugo
      - Alpenfledermaus (Hypsugo savii)

    - Gattung: Nyctalus
      - Großer Ostasien-Abendsegler (Nyctalus aviator)
      - Großer Abendsegler (Nyctalus noctula)

    - Gattung: Pipistrellus
      - Japanische Zwergfledermaus (Pipistrellus abramus)
      - Endo-Zwergfledermaus (Pipistrellus endoi)
      - Sturdee-Zwergfledermaus (Pipistrellus sturdeei)

    - Gattung: Plecotus
      - Japanisches Langohr (Plecotus sacrimontis)

    - Gattung: Vespertilio
      - Vespertilio superans

  - Unterfamilie: Murininae
    - Gattung: Murina
      - Rötliche Röhrennasenfledermaus (Murina leucogaster)
      - Ryukyu-Röhrennasenfledermaus (Murina ryukyuana)
      - Ostsibirische Röhrennasenfledermaus (Murina ussuriensis)
      - Tsushima-Röhrennasenfledermaus (Murina tenebrosa)

  - Unterfamilie: Miniopterinae
    - Gattung: Miniopterus
      - Ryukyu-Langflügelfledermaus (Miniopterus fuscus)
      - Langflügelfledermaus (Miniopterus schreibersii)
- Familie: Molossidae
  - Gattung: Tadarida
    - La-Touche-Bulldoggfledermaus (Tadarida latouchei)
    - Europäische Bulldoggfledermaus (Tadarida teniotis)
- Familie: Rhinolophidae
  - Unterfamilie: Rhinolophinae
    - Gattung: Rhinolophus
      - Kleine Japan Hufeisennase (Rhinolophus cornutus)
      - Große Hufeisennase (Rhinolophus ferrumequinum)
      - Rhinolophus imaizumii
      - Große Japan-Hufeisennase (Rhinolophus nippon)

  - Unterfamilie: Hipposiderinae
    - Gattung: Hipposideros
      - Hipposideros turpis

## Ordnung:Raubtiere(Carnivora)

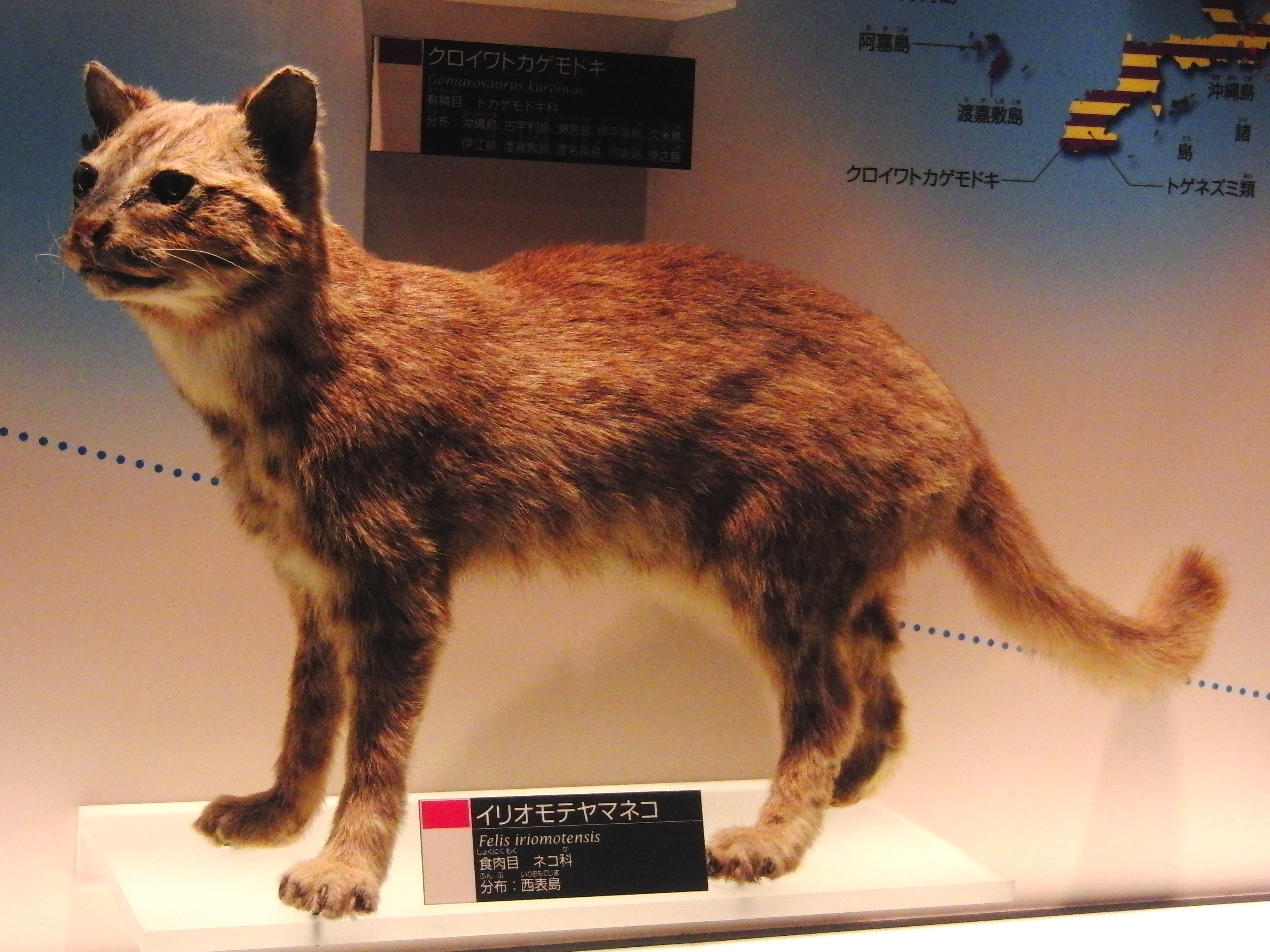
Iriomote-Katze

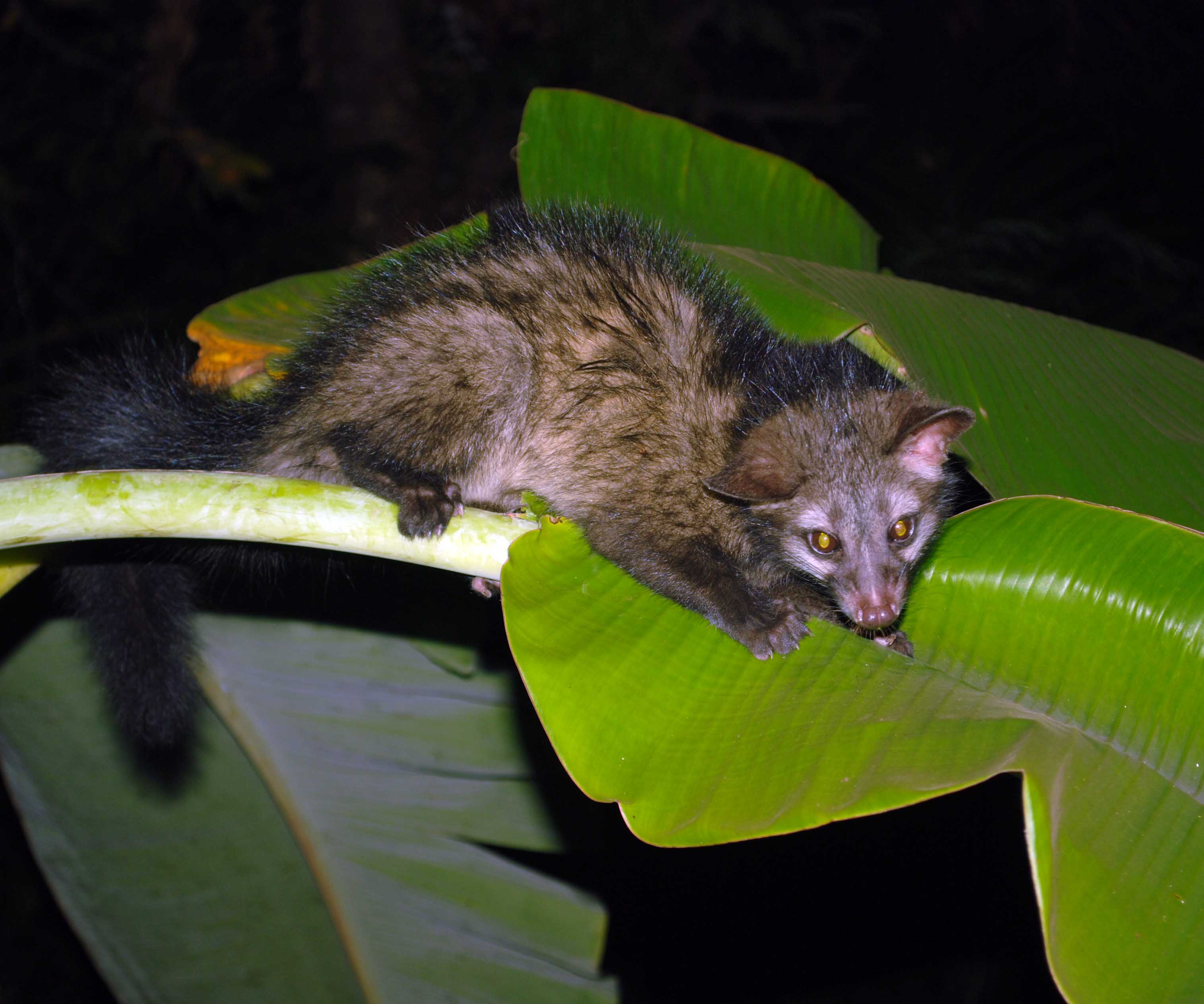
Fleckenmusang

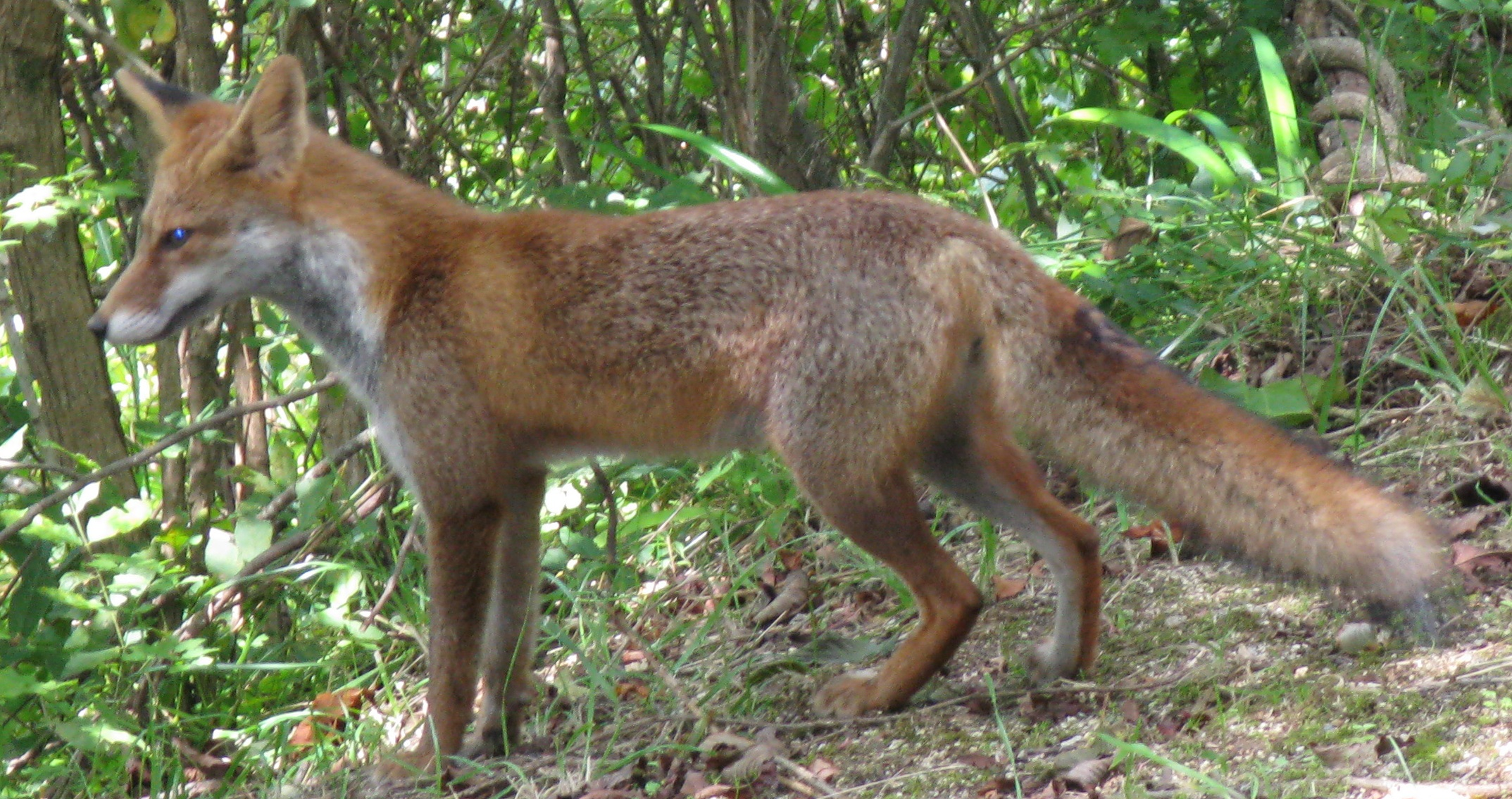
Rotfuchs

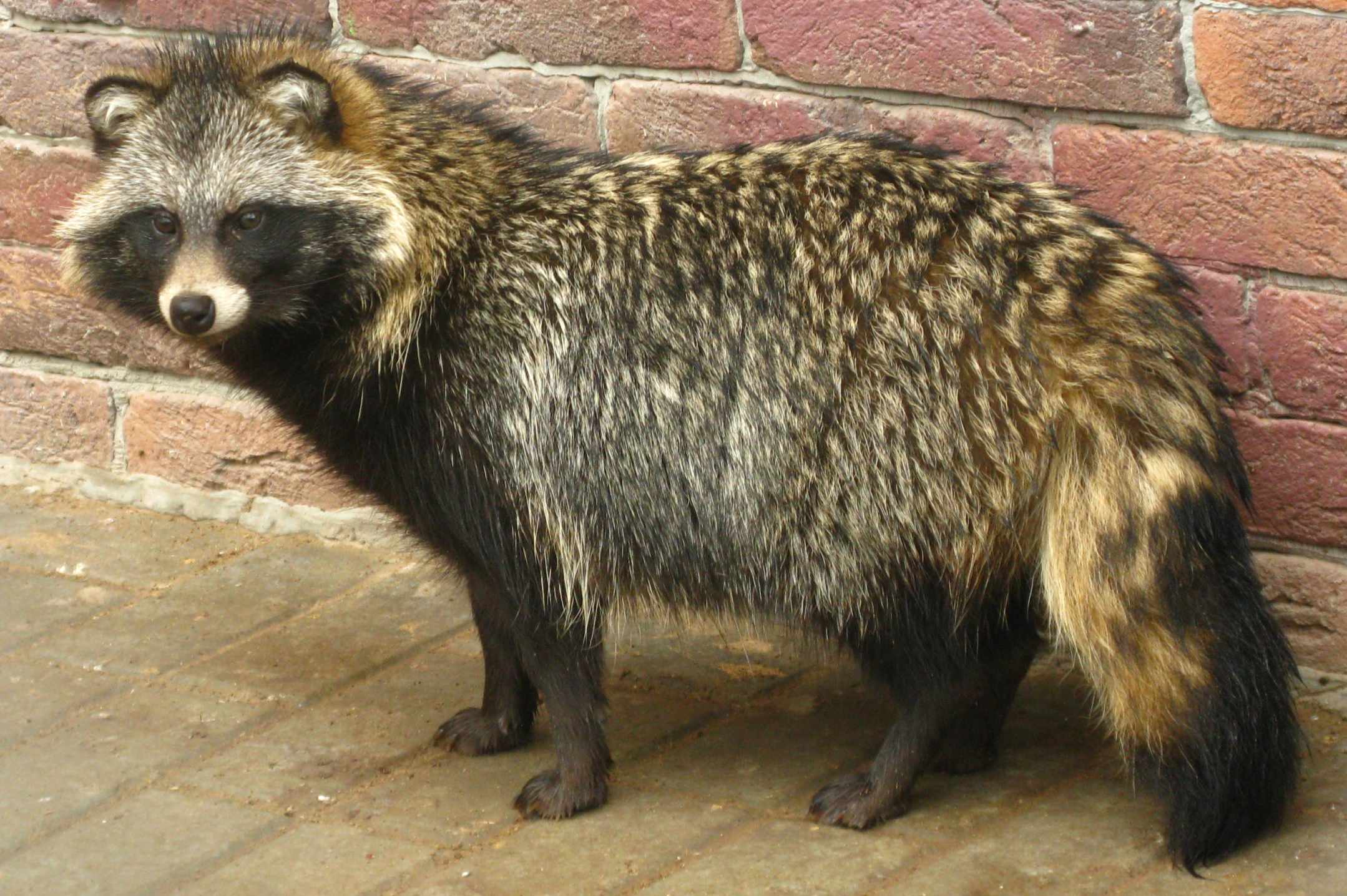
Marderhund

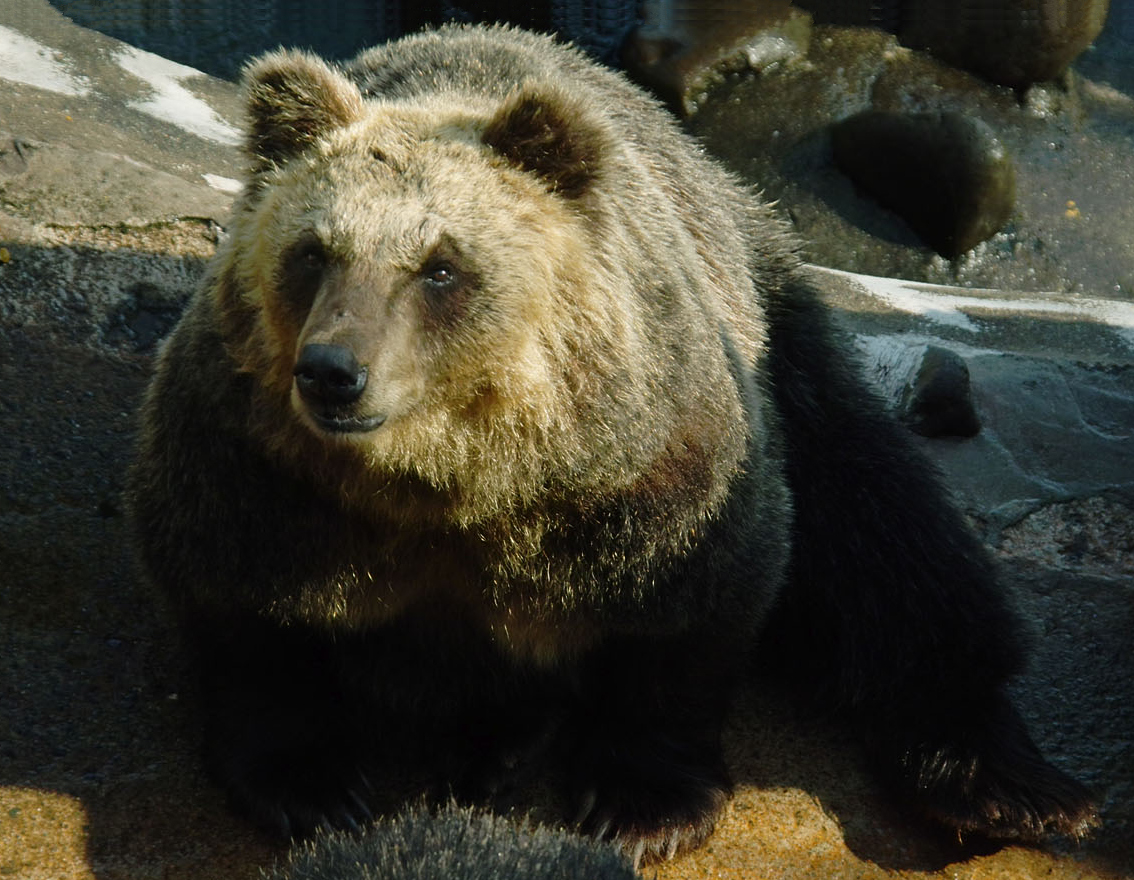
Ussuri-Braunbär

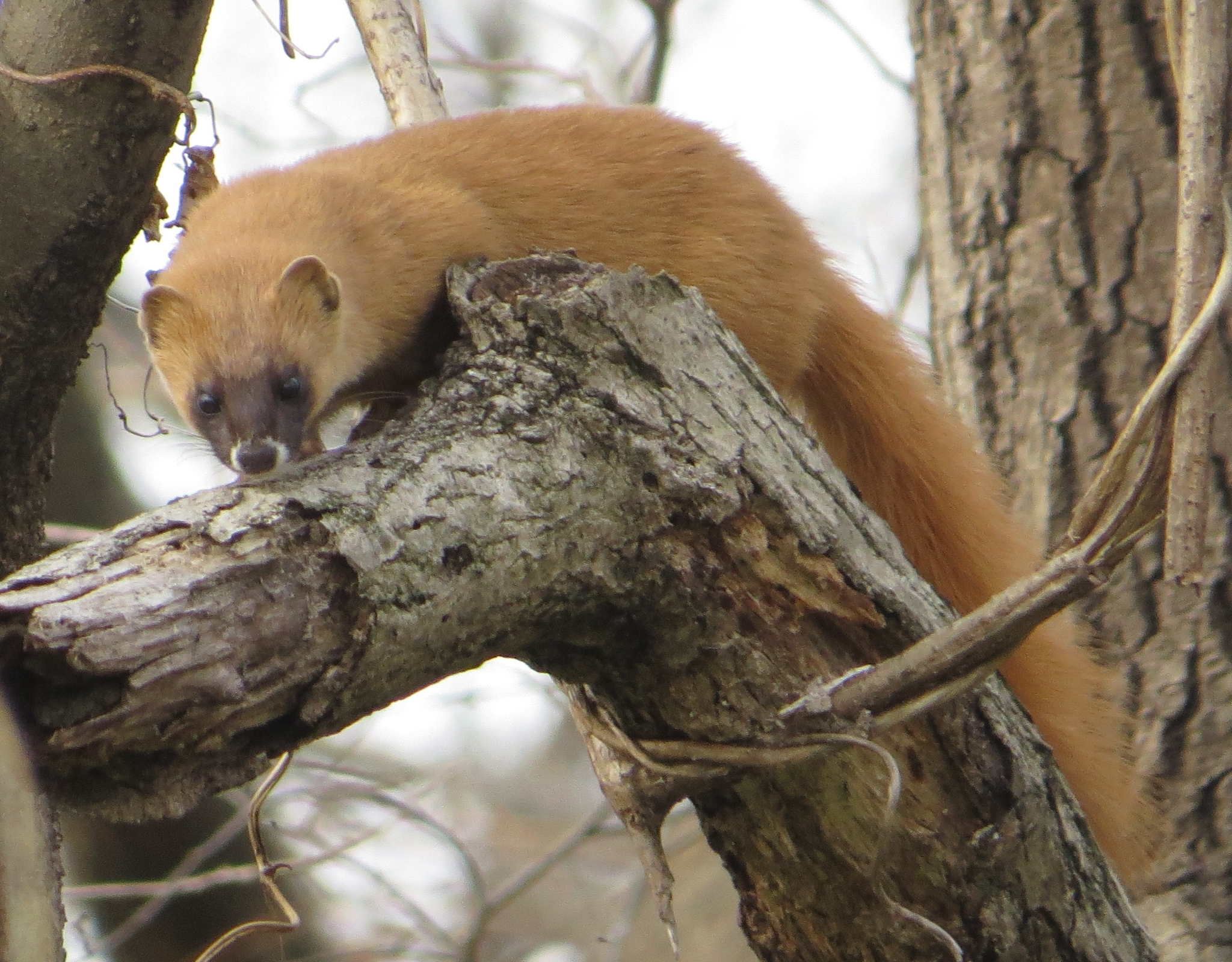
Japan-Wiesel

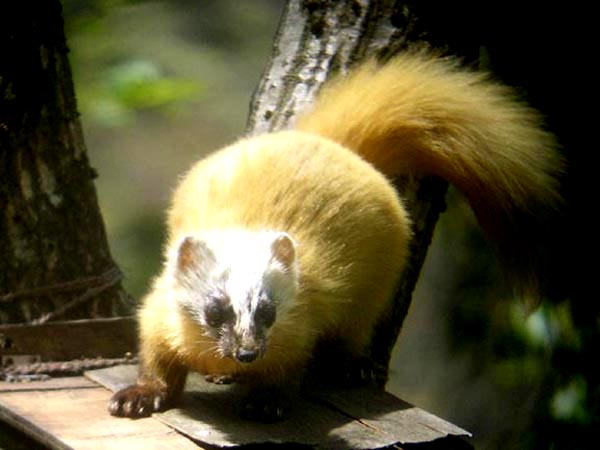
Japanischer Marder

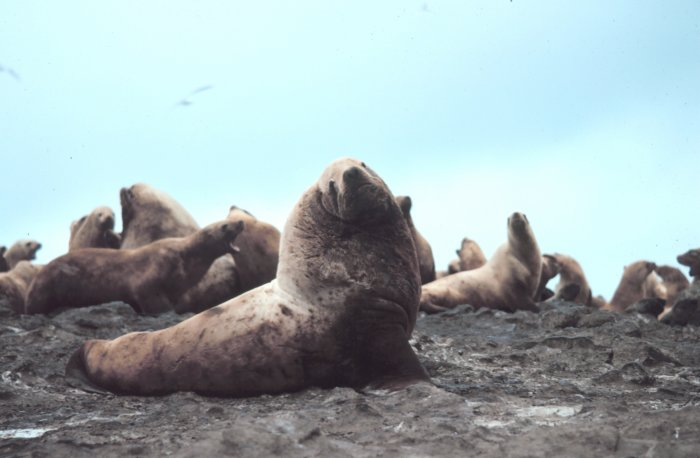
Stellerscher Seelöwe

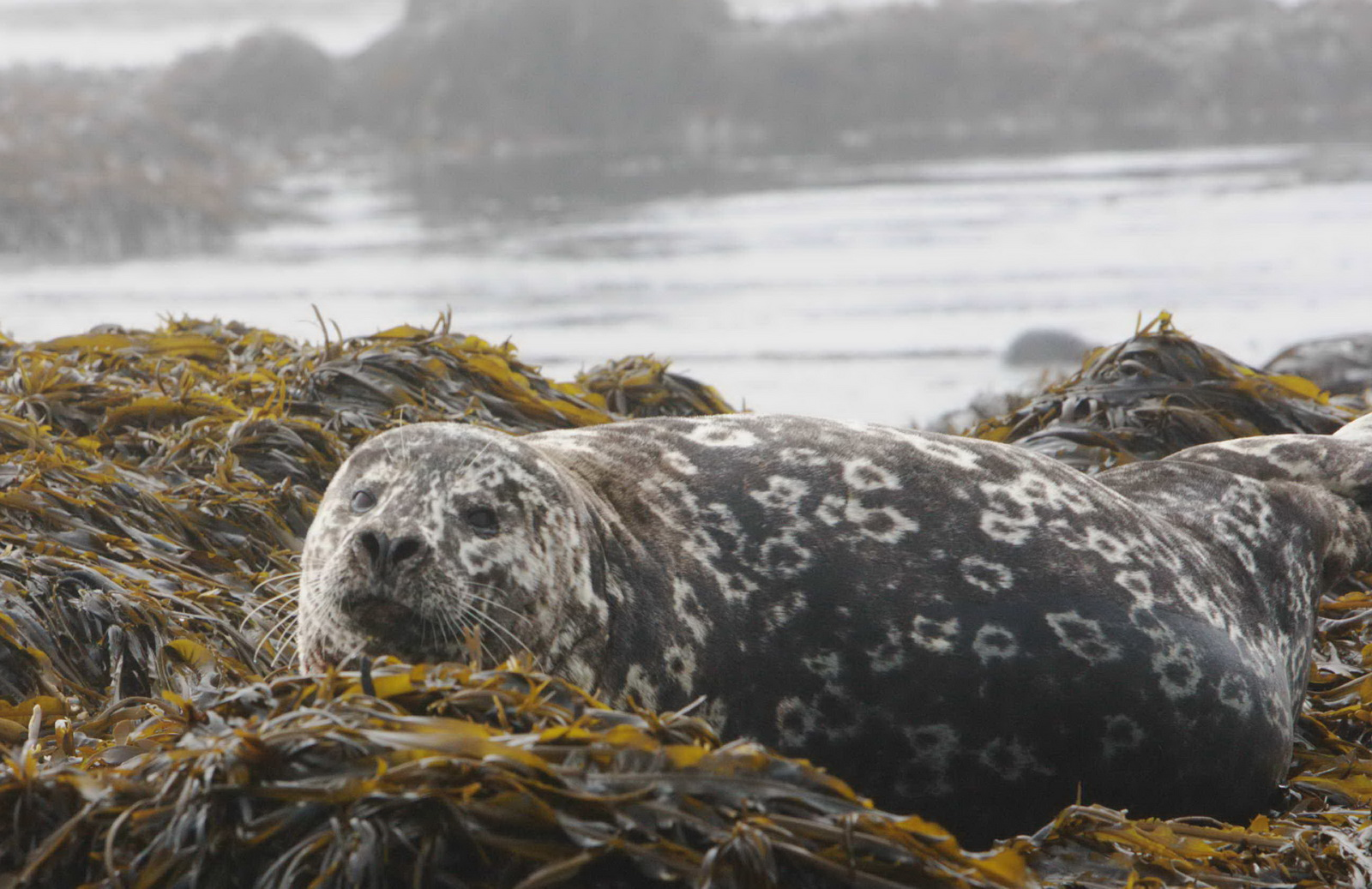
Seehund

- Unterordnung: Katzenartige (Feliformia)
  - Familie: Katzen (Felidae)
    - Unterfamilie: Kleinkatzen (Felinae)
      - Gattung: Luchse (Lynx)
        - Lynx lynx ausgerottet, Funde aus der Jomon-Zeit[1]

      - Gattung: Altkatzen (Prionailurus)
        - Bengalkatze (Prionailurus bengalensis)
          - Iriomote-Katze (P. b. euptilura)

  - Familie: Schleichkatzen (Viverridae)
    - Gattung: Paradoxurus
      - Fleckenmusang (Paradoxurus hermaphroditus) – eingeführt

    - Gattung: Paguma
      - Larvenroller (Paguma larvata) – eingeführt

  - Familie: Mangusten (Herpestidae)
    - Gattung: Herpestes
      - Kleiner Mungo (Herpestes javanicus) – eingeführt

  - Familie: Kleinbären (Procyonidae)
    - Gattung: Waschbären (Procyon)
      - Waschbär (Procyon lotor) – eingeführt
- Unterordnung: Hundeartige (Caniformia)
  - Familie: Hunde (Canidae)
    - Gattung: Vulpes
      - Rotfuchs (Vulpes vulpes)
        - V. v. japonica
        - V. v. schrencki

    - Gattung: Nyctereutes
      - Marderhund (Nyctereutes procyonoides)
        - Unterart N. p. viverrinus

    - Gattung: Wolfs- und Schakalartige (Canis)
      - Wolf (Canis lupus) – in Japan ausgestorben
        - Hokkaidō-Wolf (C. l. hattai) – ausgestorben
        - Honshū-Wolf (C. l. hodophilax) – ausgestorben

  - Familie: Bären (Ursidae)
    - Gattung: Ursus
      - Braunbär (Ursus arctos)
        - U. a. lasiotus

      - Kragenbär (Ursus thibetanus)
        - U. t. japonicus

  - Familie: Mustelidae (mustelids)
    - Gattung: Mustela
      - Hermelin (Mustela erminea)
      - Japan-Wiesel (Mustela itatsi)
      - Mauswiesel (Mustela nivalis)

    - Gattung: Echte Marder (Martes)
      - Japanischer Marder (Martes melampus)
      - Zobel (Martes zibellina)

    - Gattung: Meles
      - Japanischer Dachs (Meles anakuma)

    - Gattung: Altweltotter (Lutra)
      - Fischotter (Lutra lutra)
        - L. l. nippon – ausgestorben

    - Gattung: Enhydra
      - Seeotter (Enhydra lutris)

  - Familie: Ohrenrobben (Otariidae)
    - Gattung: Callorhinus
      - Nördlicher Seebär (Callorhinus ursinus)

    - Gattung: Eumetopias
      - Stellerscher Seelöwe (Eumetopias jubatus)

    - Gattung: Zalophus
      - Japanischer Seelöwe (Zalophus japonicus) – ausgestorben

  - Familie: Hundsrobben (Phocidae)
    - Gattung: Erignathus
      - Bartrobbe (Erignathus barbatus)

    - Gattung: Histriophoca
      - Bandrobbe (Histriophoca fasciata)

    - Gattung: See-Elefanten (Mirounga)
      - Nördlicher See-Elefant, Mirounga angustirostris

    - Gattung: Echte Hundsrobben (Phoca)
      - Largha-Robbe (Phoca largha)
      - Seehund (Phoca vitulina)

    - Gattung: Pusa
      - Ringelrobbe (Pusa hispida)

## Ordnung:Seekühe(Sirenia)

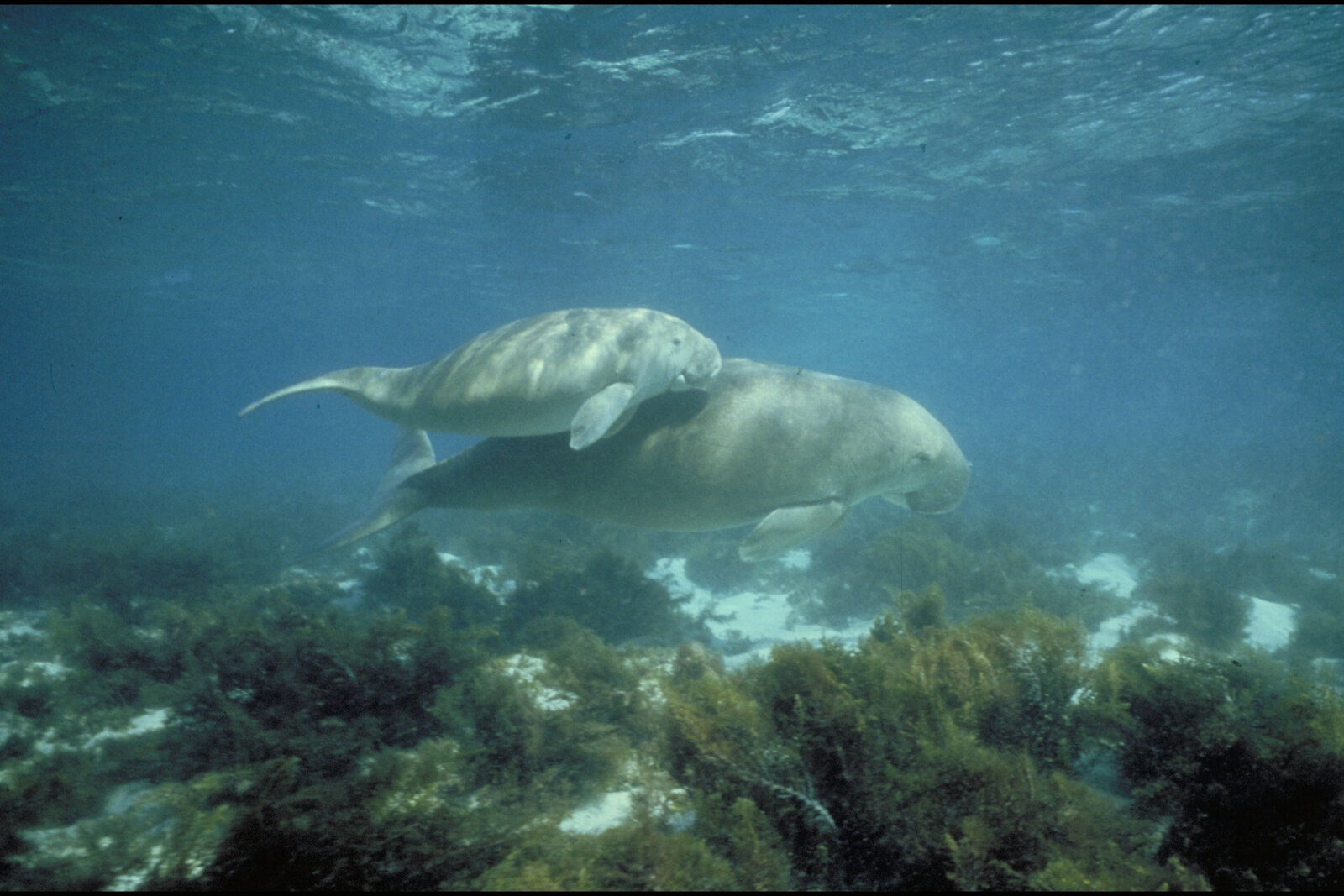
Dugongs

Sirenia ist eine Ordnung im Wasser lebender, pflanzenfressender Säugetiere.
- Familie: Dugongidae
  - Gattung: Dugong
    - Dugong (Dugong dugon)

  - Gattung: Hydrodamalis
    - Stellers Seekuh (Hydrodamalis gigas) – ausgestorben

## Ordnung:Wale(Cetacea)
- Unterordnung: Mysticeti
  - Familie: Balaenidae
    - Gattung: Balaena

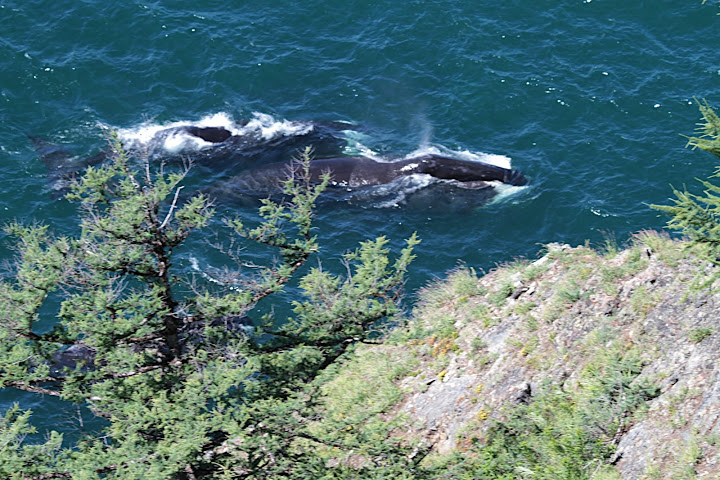
Grönlandwale um die Schantarinseln

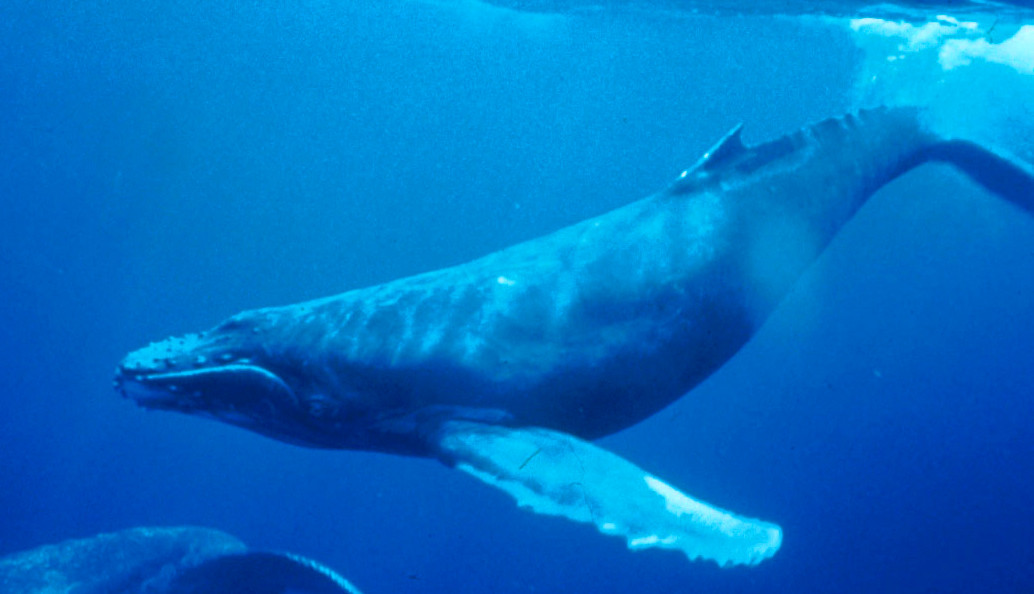
Buckelwal

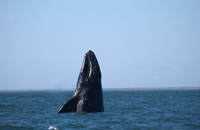
Grauwal

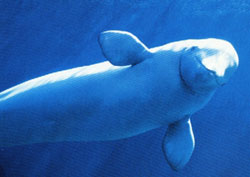
Weißwal

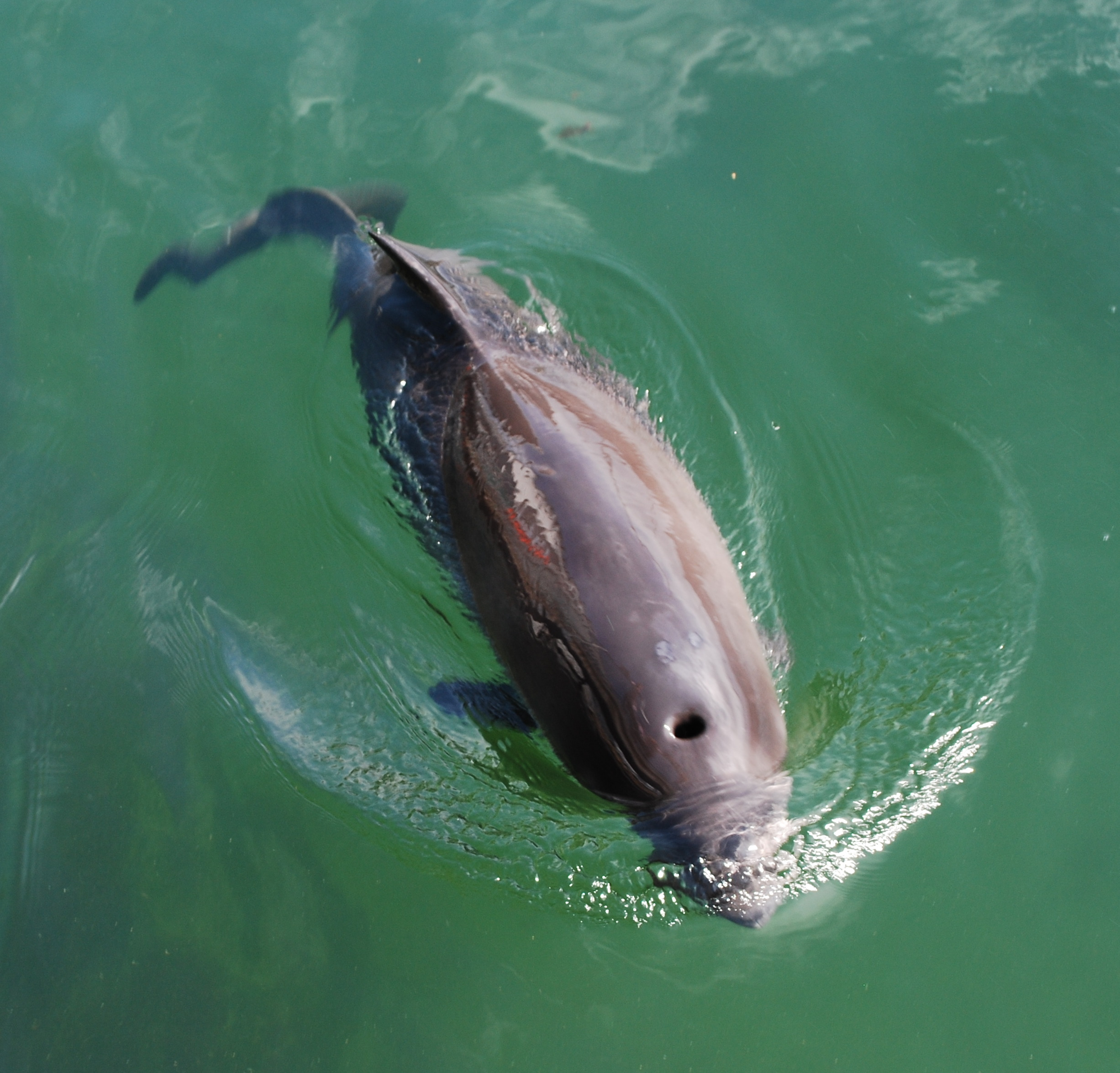
Gewöhnlicher Schweinswal

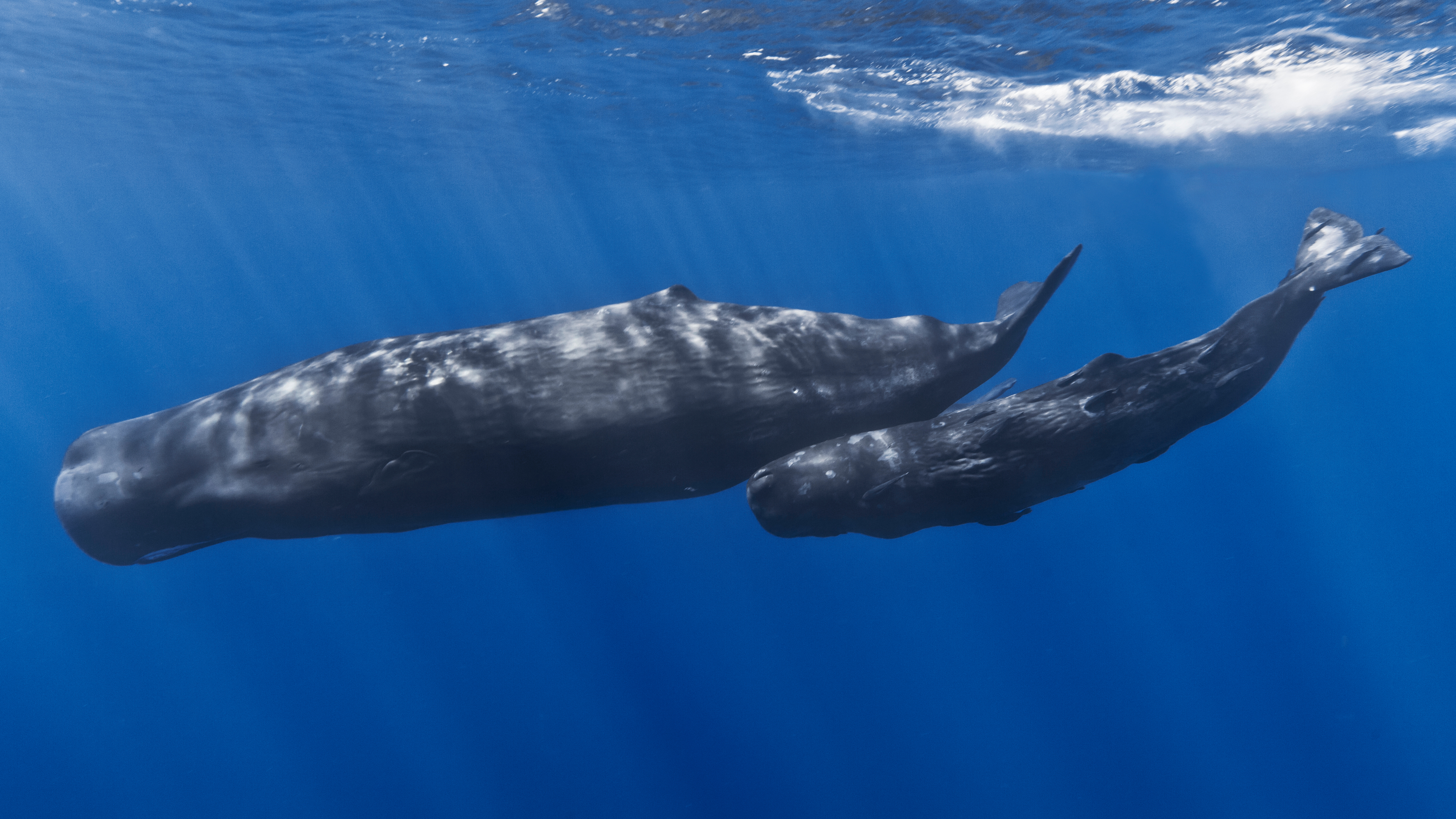
Pottwal

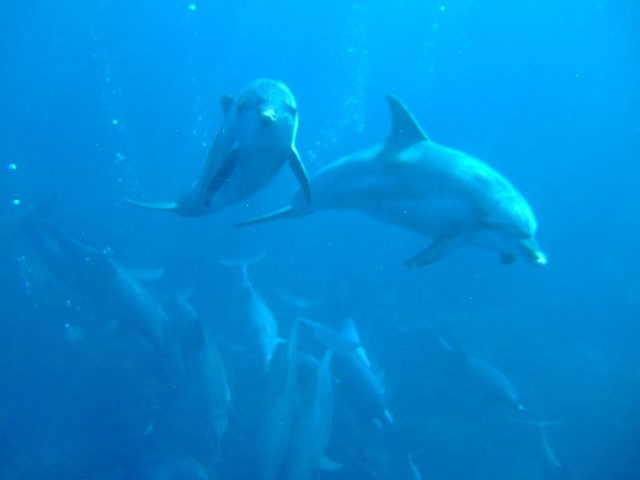
Indopazifischer Großer Tümmler bei Mikura-jima

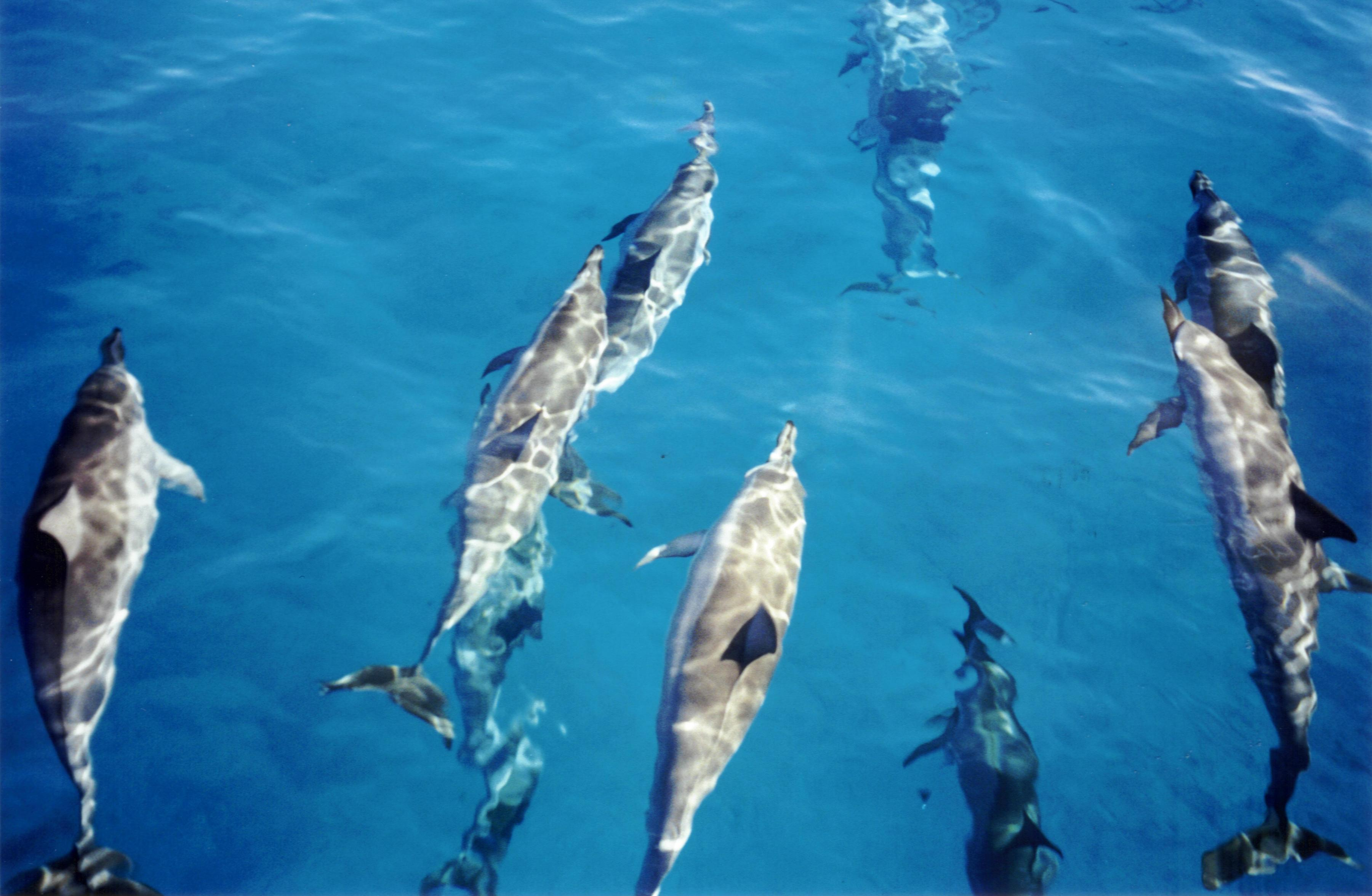
Ostpazifischer Delfine

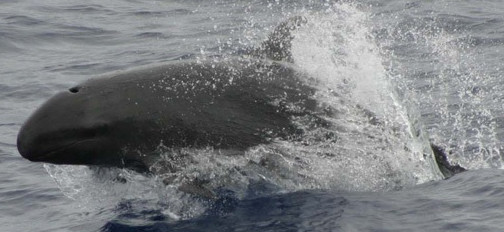
Kleiner Schwertwal

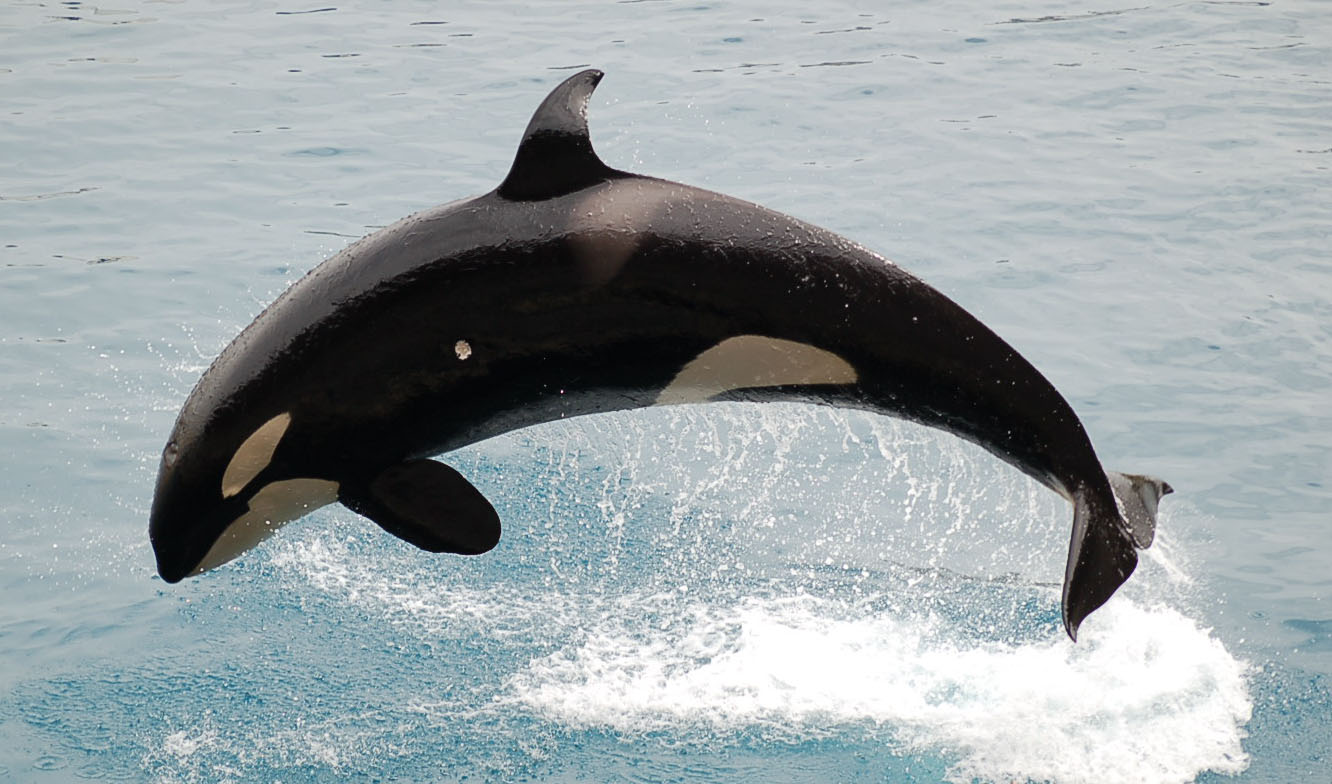
Schwertwal

      - Grönlandwal (Balaena mysticetus)

    - Gattung: Eubalaena
      - Pazifischer Nordkaper (Eubalaena japonica)

  - Familie: Balaenopteridae
    - Unterfamilie: Balaenopterinae
      - Gattung: Balaenoptera
        - Zwergwal (Balaenoptera acutorostrata)
        - Seiwal (Balaenoptera borealis)
        - Brydewal (Balaenoptera edeni)
        - Omurawal (Balaenoptera omurai)
        - Blauwal (Balaenoptera musculus)
        - Finnwal (Balaenoptera physalus)

    - Unterfamilie: Megapterinae
      - Gattung: Megaptera
        - Buckelwal (Megaptera novaeangliae)

  - Familie: Eschrichtiidae
    - Gattung: Eschrichtius
      - Grauwal (Eschrichtius robustus)
- Unterordnung: Odontoceti
  - Überfamilie: Platanistoidea
    - Familie: Monodontidae
      - Gattung: Delphinapterus
        - Weißwal (Delphinapterus leucas)

    - Familie: Phocoenidae
      - Gattung: Neophocaena
        - Glattschweinswal (Neophocaena phocaenoides)

      - Gattung: Phocoena
        - Gewöhnlicher Schweinswal (Phocoena phocoena)

      - Gattung: Phocoenoides
        - Weißflankenschweinswal (Phocoenoides dalli)

    - Familie: Physeteridae
      - Gattung: Physeter
        - Pottwal (Physeter macrocephalus)

    - Familie: Kogiidae
      - Gattung: Kogia
        - Zwergpottwal (Kogia breviceps)
        - Kleiner Pottwal (Kogia sima)

    - Familie: Ziphiidae
      - Gattung: Ziphius
        - Cuvier-Schnabelwal (Ziphius cavirostris)

      - Gattung: Berardius
        - Schwarzwale (Berardius bairdii)

      - Unterfamilie: Hyperoodontinae
        - Gattung: Indopacetus
          - Longman-Schnabelwal (Indopacetus pacificus)

        - Gattung: Mesoplodon
          - Hubbs-Schnabelwal (Mesoplodon carlhubbsi)
          - Blainville-Schnabelwal, (Mesoplodon densirostris)
          - Japanischer Schnabelwal, (Mesoplodon ginkgodens)
          - Stejneger-Schnabelwal, (Mesoplodon stejnegeri)

    - Familie: Delphinidae (Meeresdelfine)
      - Gattung: Steno
        - Rauzahndelfin (Steno bredanensis)

      - Gattung: Tursiops
        - Großer Tümmler (Tursiops truncatus)

      - Gattung: Stenella
        - Schlankdelfin (Stenella attenuata)
        - Blau-Weißer Delfin (Stenella coeruleoalba)
        - Ostpazifischer Delfin (Stenella longirostris)

      - Gattung: Delphinus
        - Langschnäuziger Gemeiner Delfin (Delphinus capensis)
        - Gemeiner Delfin (Delphinus delphis)

      - Gattung: Lagenodelphis
        - Borneodelfin (Lagenodelphis hosei)

      - Gattung: Aethalodelphis
        - Weißstreifendelfin (Aethalodelphis obliquidens)

      - Gattung: Lissodelphis
        - Nördlicher Glattdelfin (Lissodelphis borealis)

      - Gattung: Grampus
        - Rundkopfdelfin (Grampus griseus)

      - Gattung: Peponocephala
        - Breitschnabeldelfin (Peponocephala electra)

      - Gattung: Feresa
        - Zwerggrindwal (Feresa attenuata)

      - Gattung: Pseudorca
        - Kleiner Schwertwal (Pseudorca crassidens)

      - Gattung: Orcinus
        - Schwertwal (Orcinus orca)

      - Gattung: Globicephala
        - Kurzflossen-Grindwal (Globicephala macrorhynchus)